# Musée d'Art et d'Histoire de Meudon
Le musée d'art et d'histoire de Meudon est installé dans une demeure du XVIIe siècle à Meudon dans les Hauts-de-Seine, classée monument historique depuis 1891. Il est situé aux pieds de l'Orangerie du domaine national de Meudon, où se trouvait le château de Meudon. Municipal depuis 1973, il est géré par la ville de Meudon.

## Collections et expositions

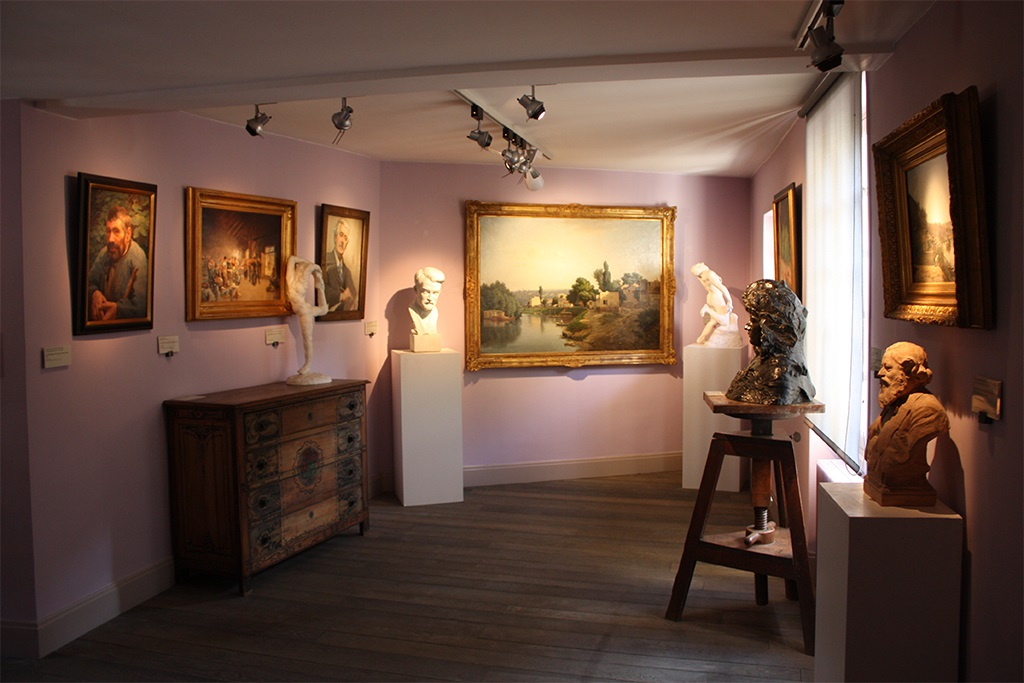
Vue d'une salle consacrée à l'histoire de Meudon (2016).

Le musée organise ses collections autour de trois thématiques :
- l'art et l'histoire de Meudon ;
- la peinture française de paysages ;
- la sculpture et la peinture française de la seconde moitié du XXe siècle.

### L'histoire de Meudon

#### Les collections liées à l'histoire de Meudon
Jusqu'au XIXe siècle, l'histoire de Meudon se confond avec celle de ses châteaux : le château de Meudon ayant appartenu au fils de Louis XIV (Château-Vieux et Château-Neuf), ainsi que le château de Bellevue édifié pour Mme de Pompadour. Ce fonds a été créé puis enrichi par les dons de la Société des amis de Meudon.
Puis vint l'aire de l'industrialisation et du développement de l'urbanisme, du XIXe au XXe siècle.

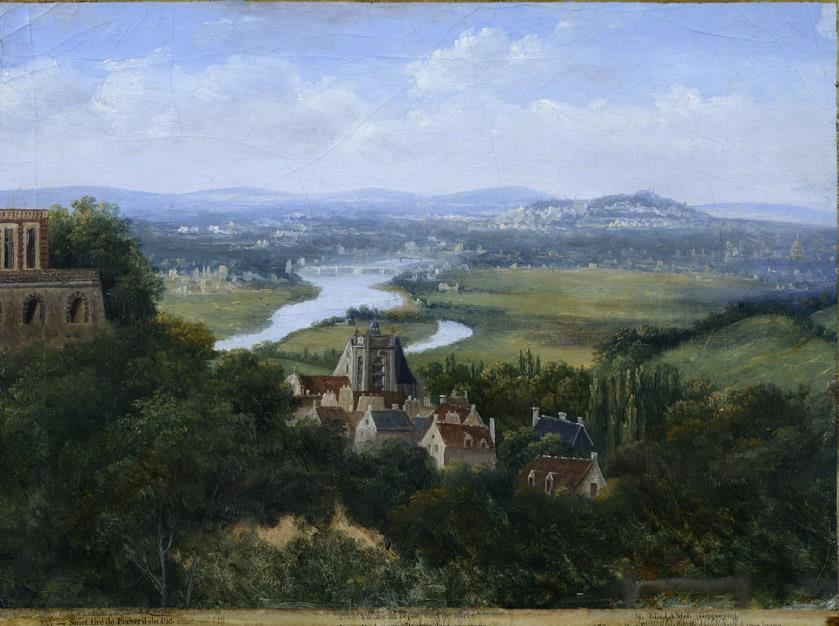
Jean-Baptiste-Gabriel Langlacé, Vue de Paris depuis Meudon (1818).
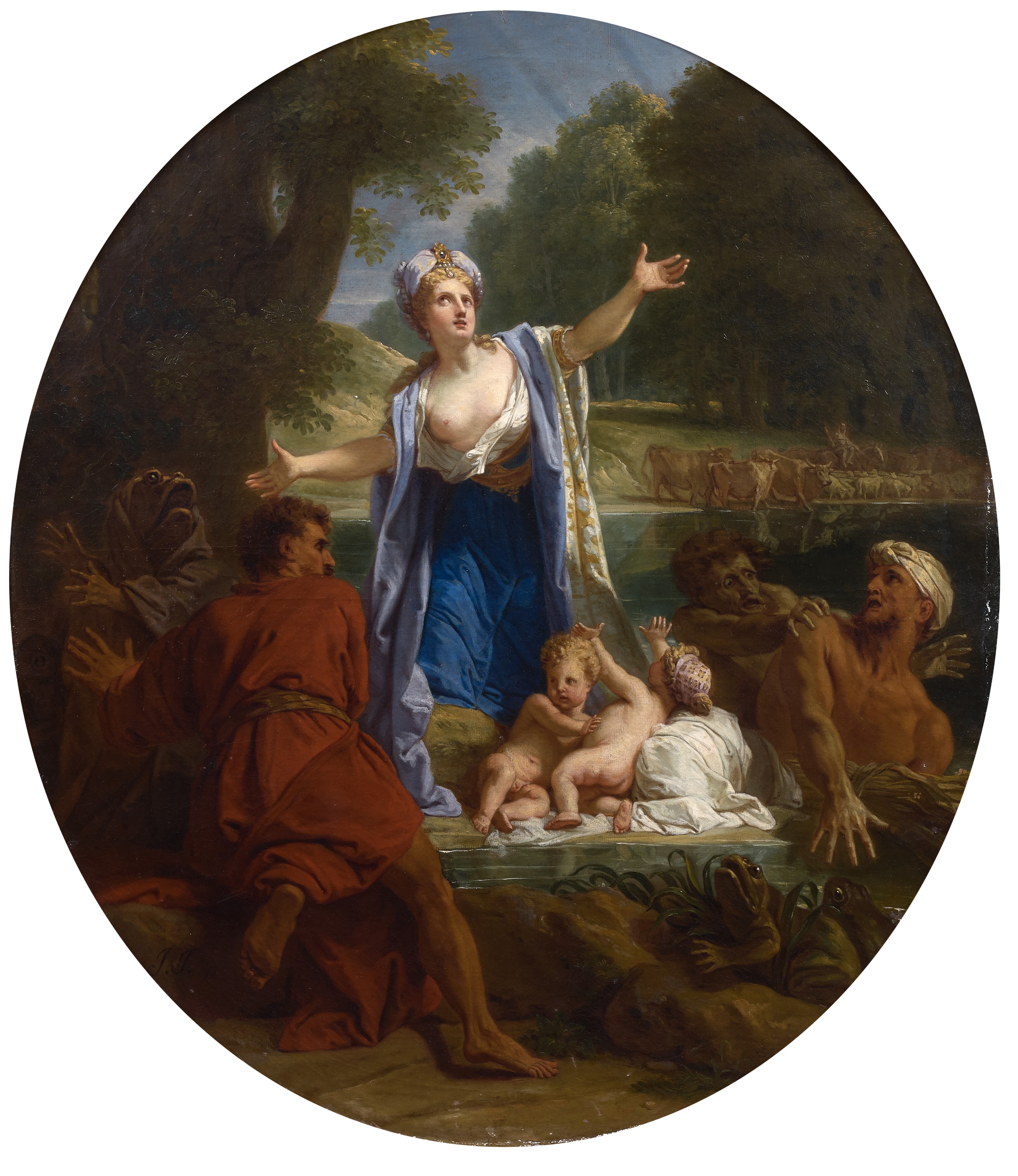
Jean Jouvenet, Latone et les paysans de Lycie (1700).
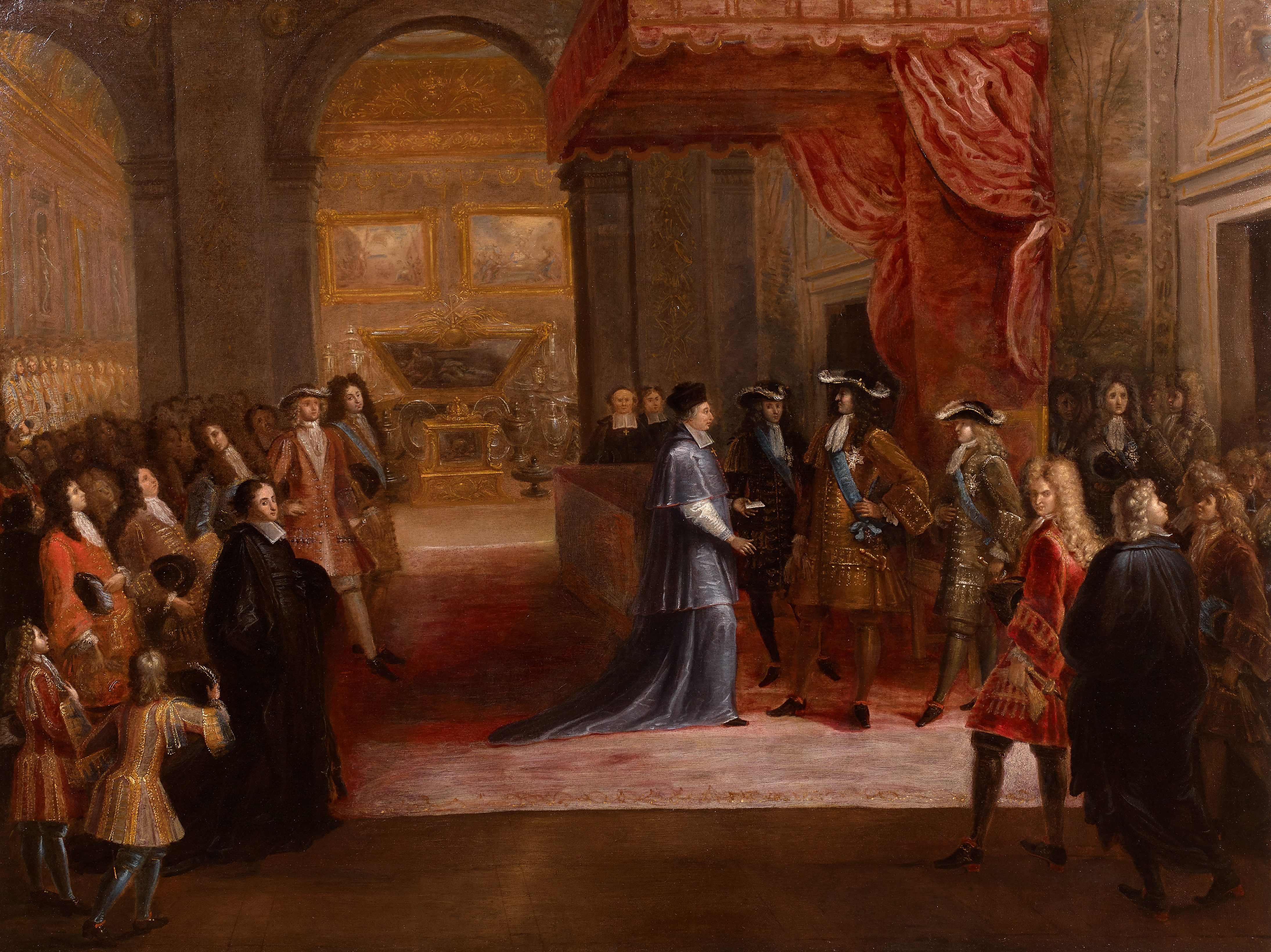
Pierre-Denis Martin, Louis XIV recevant les condoléances du nonce et des ambassadeurs sur la mort de Monseigneur, le lundi 27 avril 1711, dans la chambre du roi au château de Versailles[4].
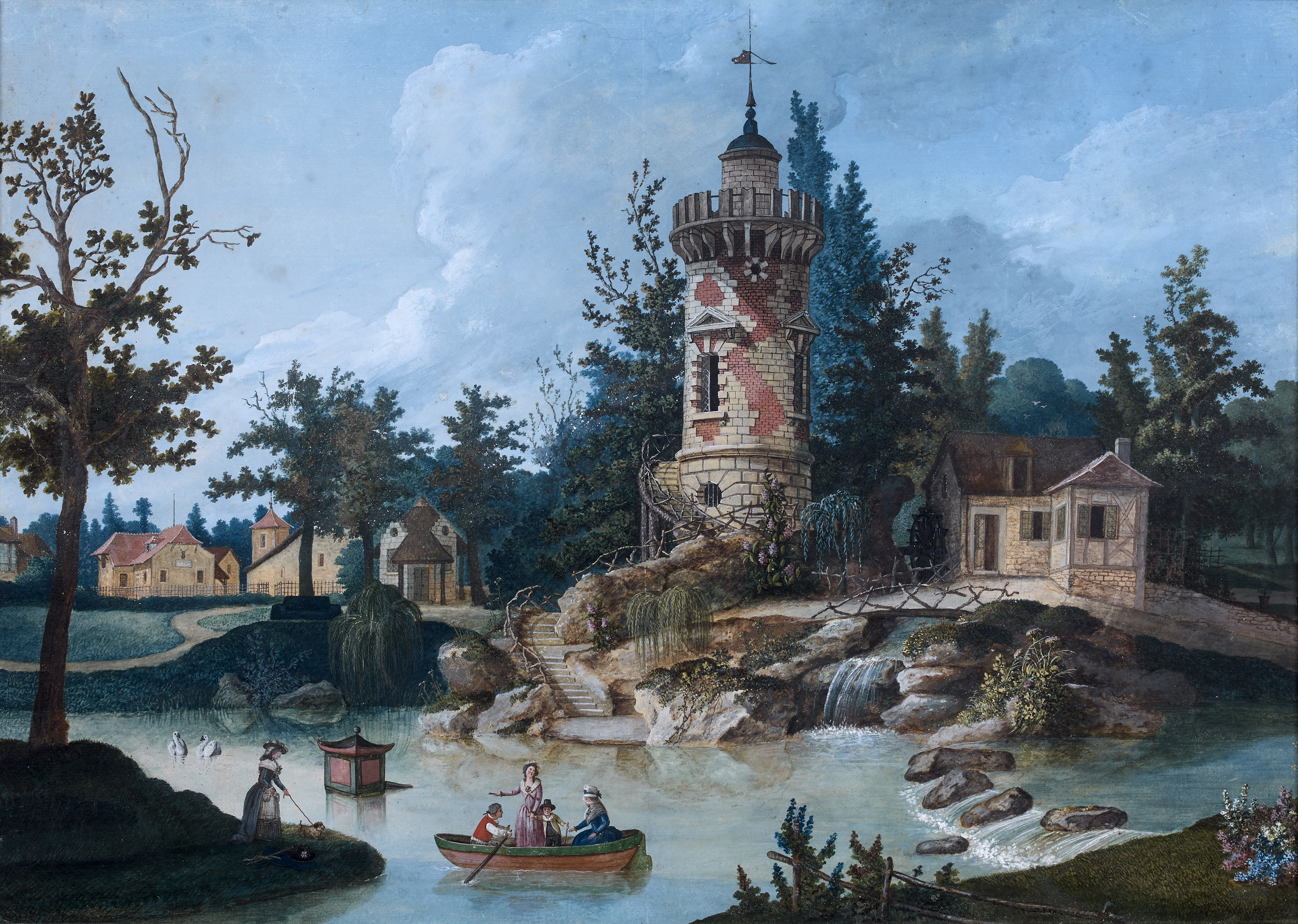
La Tour Marlborough, hameau du château de Bellevue, gouache anonyme de la fin du XVIIIe siècle.
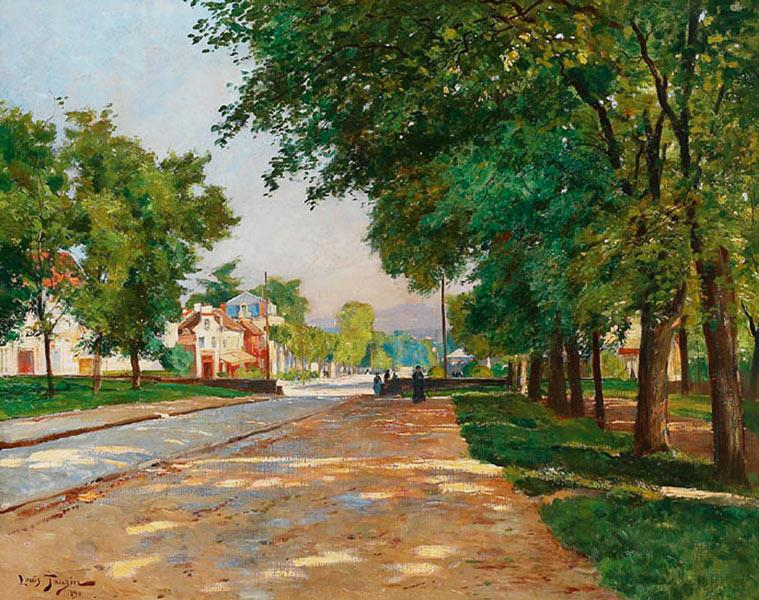
Louis Tauzin, L'Avenue du château, à Meudon (1890).

#### Les thématiques liées à l'histoire de Meudon

##### Les lieux et bâtiments
| Généralités - Forêt de Meudon - Seine - Île Seguin - Pavé des Gardes Jusqu'au XVIIe siècle inclus - Château de Meudon, son histoire, son architecture, ses décors, jardins et occupants. - Château de Chaville - Château d'Issy - Château de Saint-Cloud - Couvent des Capucins de Meudon - Église Saint-Martin de Meudon | Au XVIIIe siècle - Château de Bellevue (Meudon), son histoire, son architecture, ses décors, jardins et occupants. - Manufacture nationale de Sèvres - Parc de Brimborion Au XIXe siècle - Villa des Brillants - Carrières des Brillants et Carrières des Montalets - Maison Wagner à Meudon - Funiculaire de Bellevue - Observatoire de Paris - Potager du Dauphin - Orphelinat Saint Philippe des Apprentis d'Auteuil - Église Notre-Dame-de-l'Assomption de Meudon - Viaduc de Meudon - Hangar Y - Domaine des Montalais - Maison de Gabriel Thomas | Au XXe siècle - Maison Van Doesburg, 29 rue Charles-Infroit - Meudon-la-Forêt - Société des usines Chausson - Centre national de la recherche scientifique - Office national d'études et de recherches aérospatiales - Gare de Meudon - Gare de Bellevue - Gare de Meudon-Val-Fleury - Tour solaire de Meudon - Maison Bloc |

##### Les personnalités
| - Liste de personnalités liées à Meudon - Liste des maires de Meudon - Meudon (patronyme) Personnalités de Meudon au XVIe siècle - Antoine Sanguin de Meudon - Anne de Pisseleu - Henri Ier de Guise et Catherine de Clèves - Charles de Lorraine (1524-1574) - Charles Ier de Guise - Ambroise Paré - François Rabelais - Pierre de Ronsard Personnalités de Meudon au XVIIe siècle - Henri II de Guise - Abel Servien - Gilles Ménage - Louis-François Servien - François Michel Le Tellier de Louvois - Armande Béjart, femme de Molière - Louis de France (1661-1711) - Louis XIV - Jeanne-Baptiste d'Albert de Luynes, comtesse de Verrue - Honoré Courtin | Personnalités de Meudon au XVIIIe siècle - Marie-Louise-Élisabeth d'Orléans, duchesse de Berry - Louis de Rouvroy de Saint-Simon - Stanislas Leszczynski - Madame de Pompadour - Louis-Joseph de France - Jean-Jacques Huvé - Pierre-Joseph Redouté - Jean-Baptiste Isabey - Antoine-Jean Gros - Claude-Louis de La Châtre Personnalités de Meudon au XIXe siècle - Napoléon Ier et le roi de Rome - Jean-François Jacqueminot - Charles-Ferdinand d'Artois, duc de Berry. - Ferdinand-Philippe d'Orléans - Dom Pedro (Pierre Ier), empereur du Brésil - Jean-de-Dieu Soult, dit le maréchal Soult - Le Prince Napoléon - Richard Wagner qui y achève le Vaisseau Fantôme - Auguste Rodin - Antoine Bourdelle - Frank Myers Boggs - Alexandre Guilmant - Jean-Constant Pape - Gustave Crauk - Édouard Dulaurier | - Maria Brignole Sale De Ferrari - Gabriel Thomas (financier) - Henri Lehmann - Jules Hunebelle - Eugène Scribe - Jules Dumont d'Urville - Charles Desvergnes - Édouard Manet - Pierre-Jules Hetzel - Charles-Edmond Chojecki - Charles Lévêque - Marcellin Berthelot - Charles Renard - Jules Janssen - Jacques Wély Personnalités de Meudon au XXe siècle - Isadora Duncan - Jacques Maritain - Theo van Doesburg - Marcel Dupré - Marina Tsvetaïeva - Fernand Pouillon - Louis-Ferdinand Céline - Georges Millandy - René Leduc (homme politique) - Frank-Will - Pierre Cabanne - Albert de Jaeger |

### La peinture française de paysages

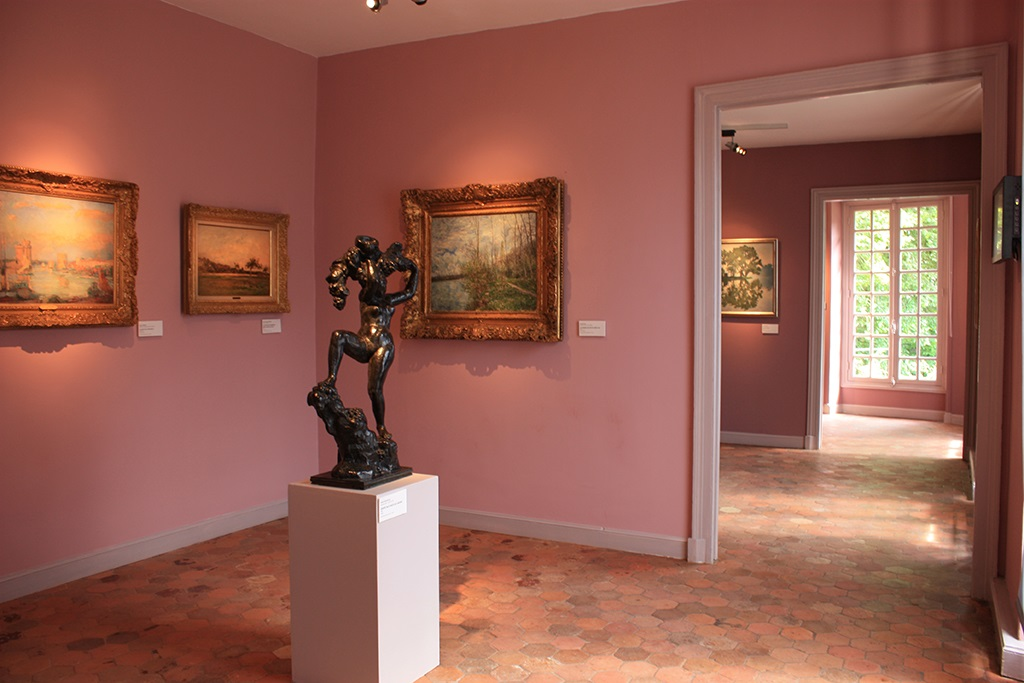
Vue d'une salle du paysage français (2016).

#### La collection du paysage français
En 2006, la famille Grellety Bosviel a offert à la Ville de Meudon un important ensemble d’œuvres, rassemblé par Christian Grellety Bosviel, sur le thème de la peinture française de paysages. Les collections du musée s'enrichissent ainsi de nombreuses peintures de paysage du XIXe siècle, avec des œuvres de Charles-François Daubigny, Jules Dupré, Narcisse Díaz de la Peña, Stanislas Lépine, Charles Guilloux, ou encore d'Albert Marquet. L'Association des amis du paysage français a notamment pour vocation de soutenir l'enrichissement des collections muséales relatives à ce thème.

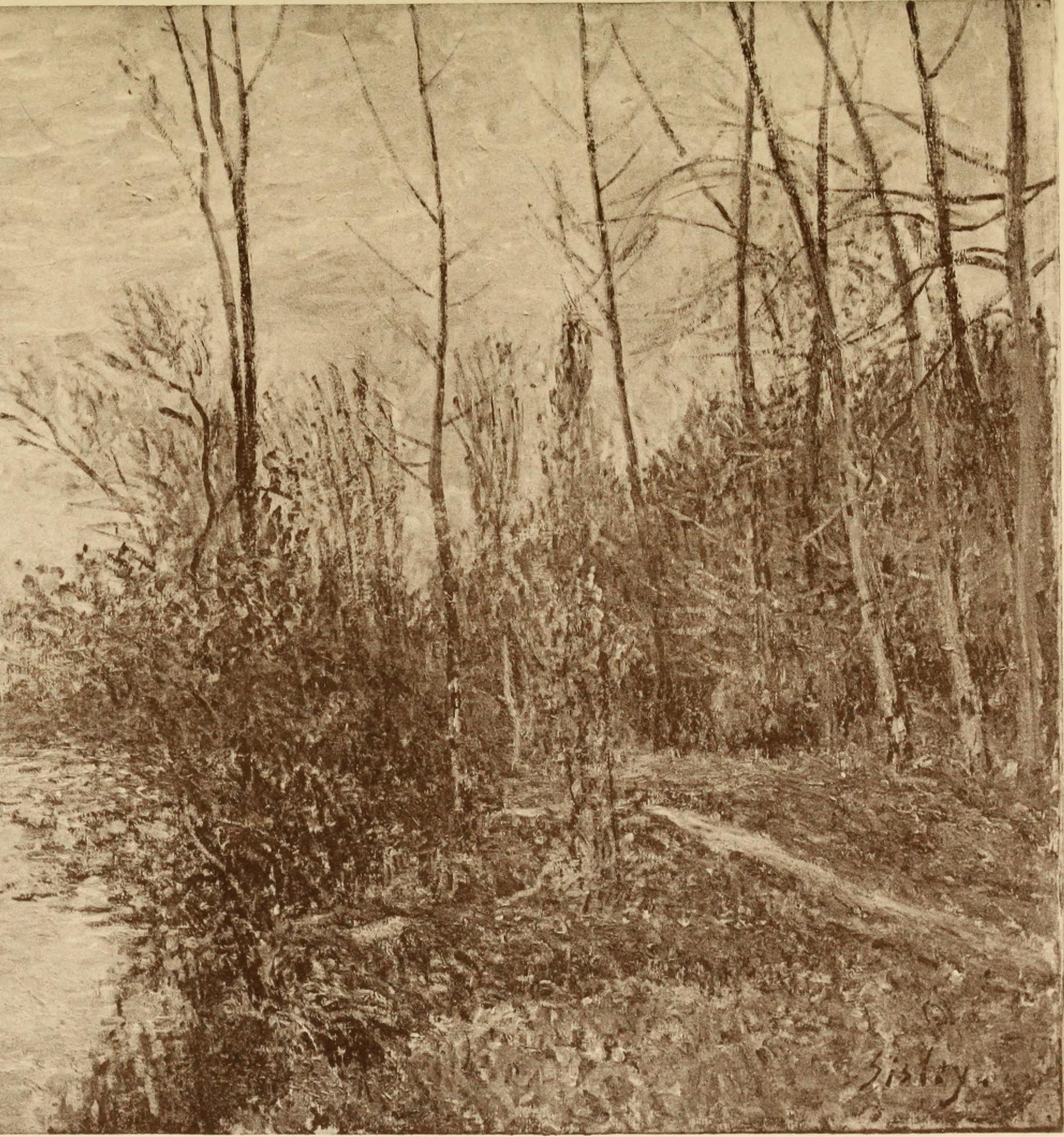
Alfred Sisley, Le Chemin des Petits Près à By, temps d'orage[6].
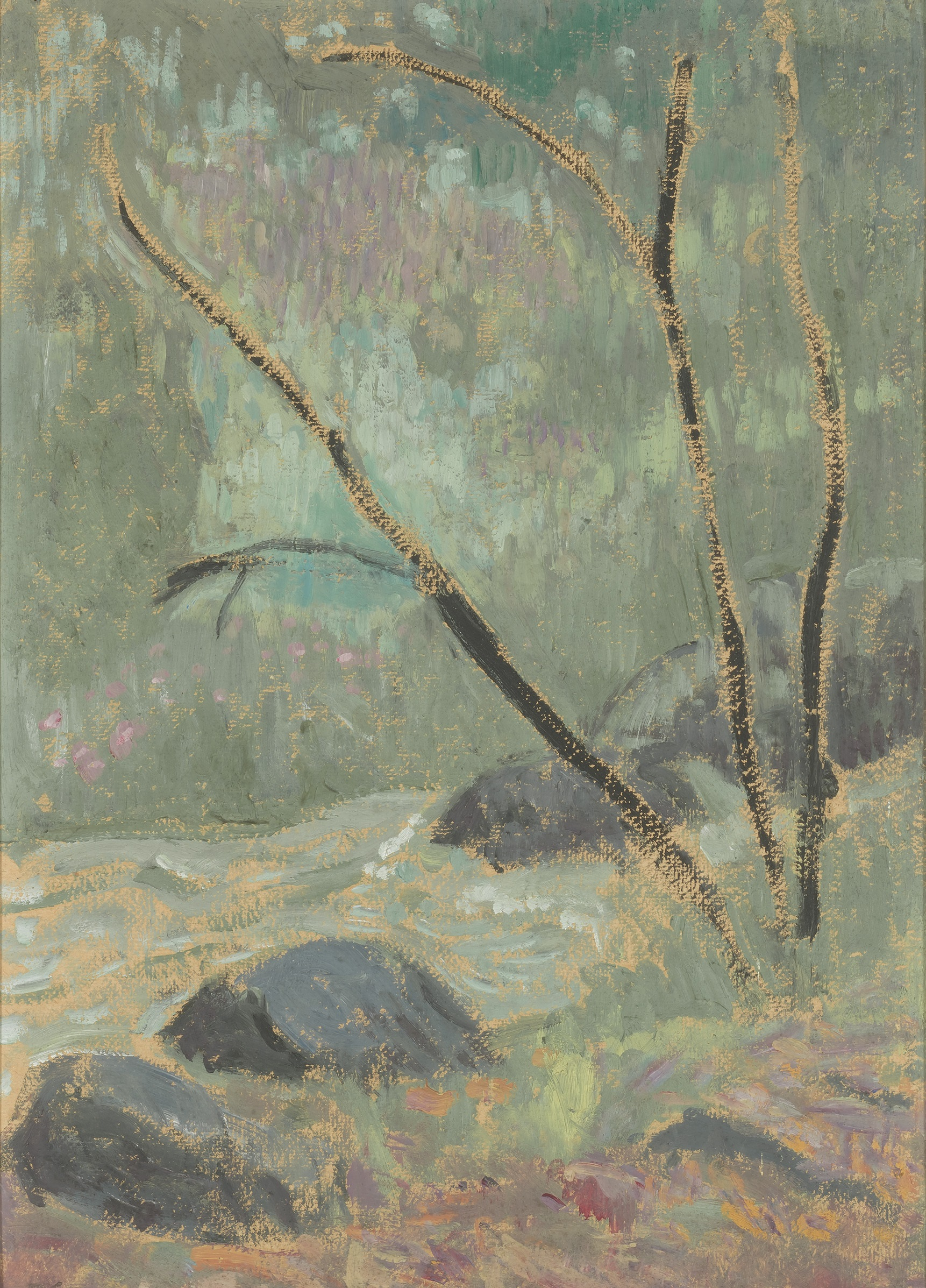
Paul Sérusier, Huelgoat.
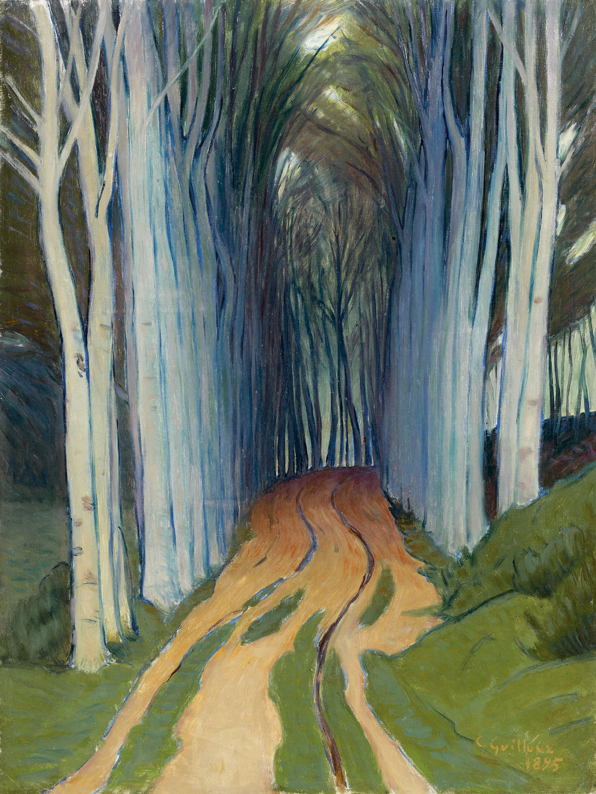
Charles Guilloux, Le Sentier (1895).
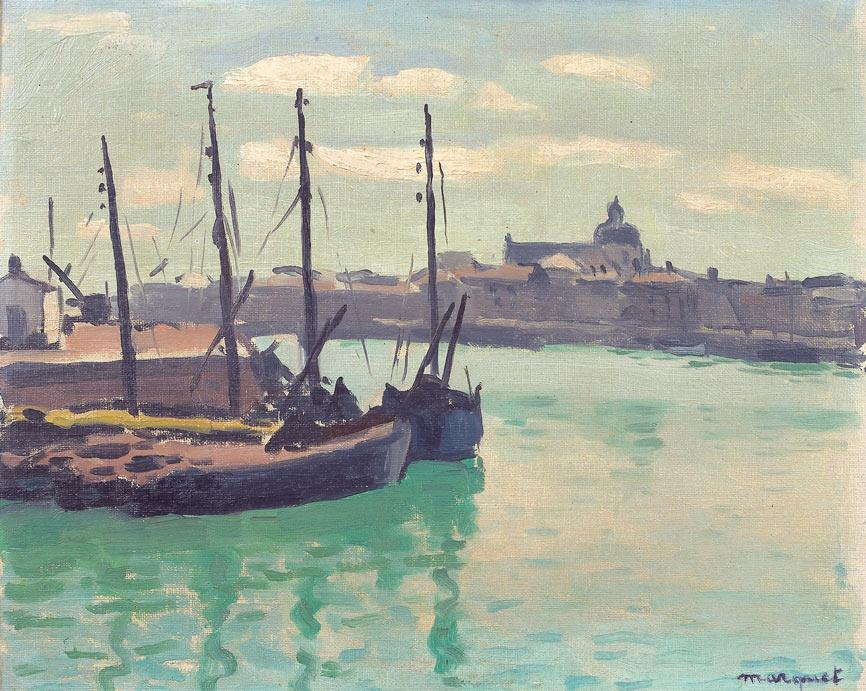
Albert Marquet, L'Église des Sables-d'Olonne vue des quais du port de la Chaume.

#### Les peintres et courants artistiques liés au paysage français
| - Pierre Ambrogiani - Jean Francis Auburtin - Jean-Victor Bertin - Jean-Joseph-Xavier Bidauld - Eugène Boudin - Georges Braque - Félix Bracquemond - Alexandre Calame - Charles Camoin - Maurice Chabas - Antoine Chintreuil - Charles-François Daubigny - Alexandre-Gabriel Decamps - Eugène Delacroix - Narcisse Díaz de la Peña - Gustave Doré - Jules Dupré - Othon Friesz | - Armand Guillaumin - Charles Guilloux - Henri Harpignies - Paul Huet - Henri Manguin - Georges Michel (peintre) - Charles Lapicque - Albert Lebourg - André Lhote - Maximilien Luce - Albert Marquet - Henry Moret - Stanislas Lépine - Odilon Redon - Théodore Rousseau - Paul Sérusier - Henri Le Sidaner - Alfred Sisley - Louis Tauzin - Pierre-Henri de Valenciennes | - Peinture de paysage - Art académique - Peinture néo-classique - Peinture romantique - Réalisme (peinture) - École de Barbizon - Impressionnisme - Postimpressionnisme - Pointillisme - Synthétisme - Symbolisme (art) - École de Crozant - École de Pont-Aven - Nabi (peinture) - Fauvisme - Cubisme - Peinture sur le motif - Liste des prix de Rome en peinture |

### La sculpture et la peinture française de la seconde moitié duXXesiècle

#### La collection du musée
Le musée regroupe surtout les œuvres de sculpteurs, notamment de la seconde moitié du XXe siècle : Jean Arp, César, François Stahly, Parvine Curie, Simone Boisecq, Karl-Jean Longuet, Juana Muller, Raymond Veysset, András Beck, Krasno.
Le musée possède également des œuvres du Salon de la jeune sculpture, organisé par Denys Chevalier. 
De même, le musée a reçu en don une importante collection de dessins de la collection d'Isis Kischka, président du Salon des peintres témoins de leur temps, composée de dessin de nombreux artistes du XXe siècle.
Les peintres y sont également représentés avec Alberto Magnelli, Jean Le Moal, Francis Montanier, Raymond Guerrier ou Lionel Guibout.

#### Les sculpteurs et peintres exposés, ainsi que les thématiques et personnes liées
| - Arman - Jean Arp - Vincent Batbedat - André Beaudin - András Beck (fonds d'atelier, avec sculptures et dessins) - Jean Bertholle - Roger Bissière - Simone Boisecq - Enrico Campagnola - César (sculpteur) - Denys Chevalier (sa collection de sculptures) - René Collamarini - Marta Colvin - Parvine Curie (nombreuses sculptures dans le jardin) - Olivier Debré - Robert Fachard (portail du musée orné d'une sculpture) - Olivier Debré - Émile Gilioli - Raymond Guerrier - Étienne Hajdu | - Ladislas Kijno - Jean Le Moal - Karl-Jean Longuet - Étienne-Martin - Juana Muller - Alberto Magnelli - Alfred Manessier - Véra Pagava - Alicia Penalba - Serge Poliakoff - Gustave Singier - François Stahly (sculptures et dessins) - Pierre Tal Coat - Ann Tiné - Raymond Veysset - Zao Wou-Ki - Léon Zack | - Salon de la Jeune Sculpture (Collection de Denys Chevalier) - Salon des peintres témoins de leur temps (Collection de dessins de divers artistes réunis par Isis Kischka) - École de Paris - Abstraction lyrique - Peinture non figurative - Art abstrait - Académie Ranson - Bernard Dorival - Jean Cassou - Musée national d'Art moderne - Lydia Harambourg |

### Expositions temporaires
Le musée organise plusieurs expositions temporaires par an.

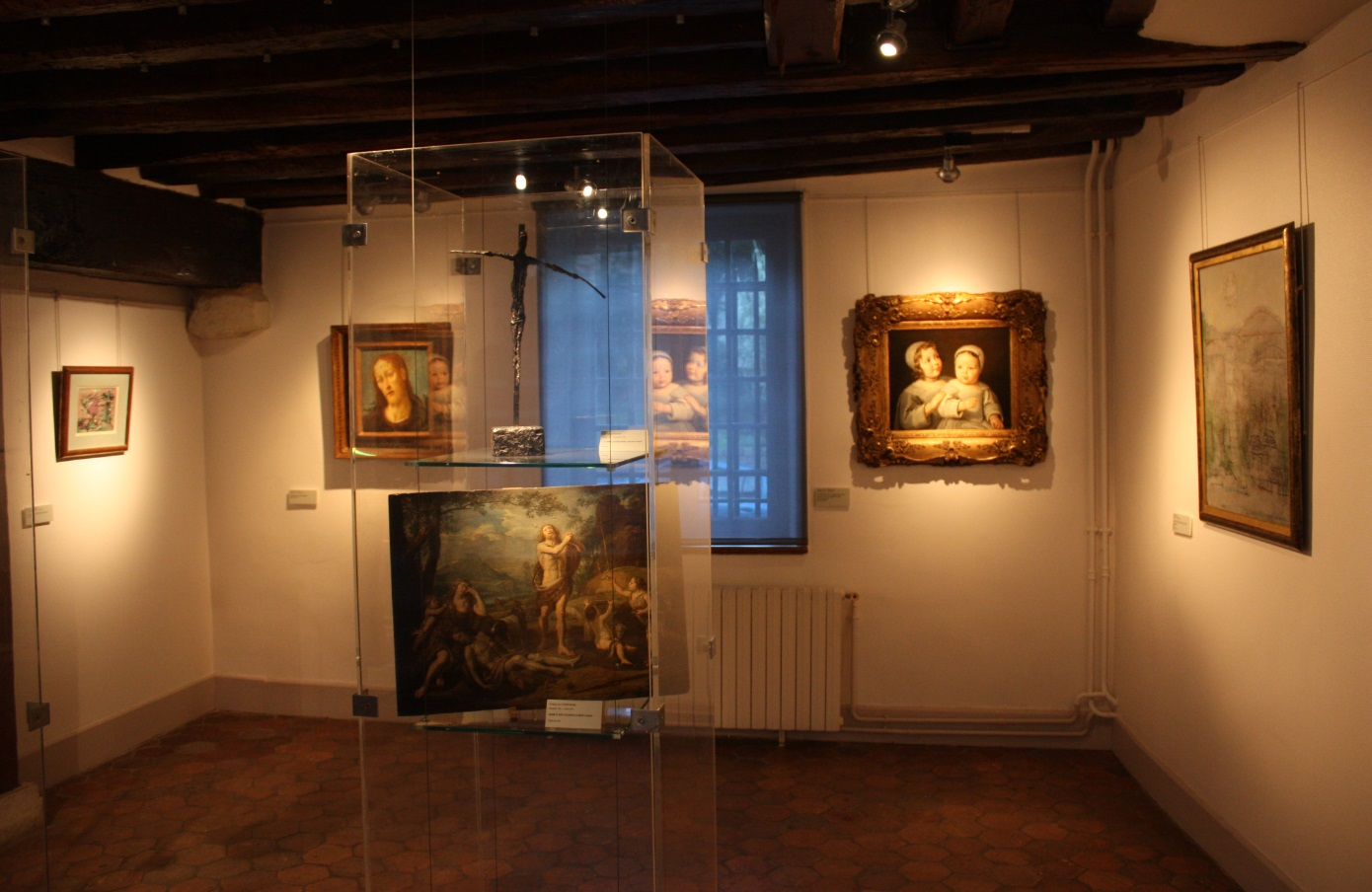
Exposition de la collection Bernard Dorival, hiver 2016.

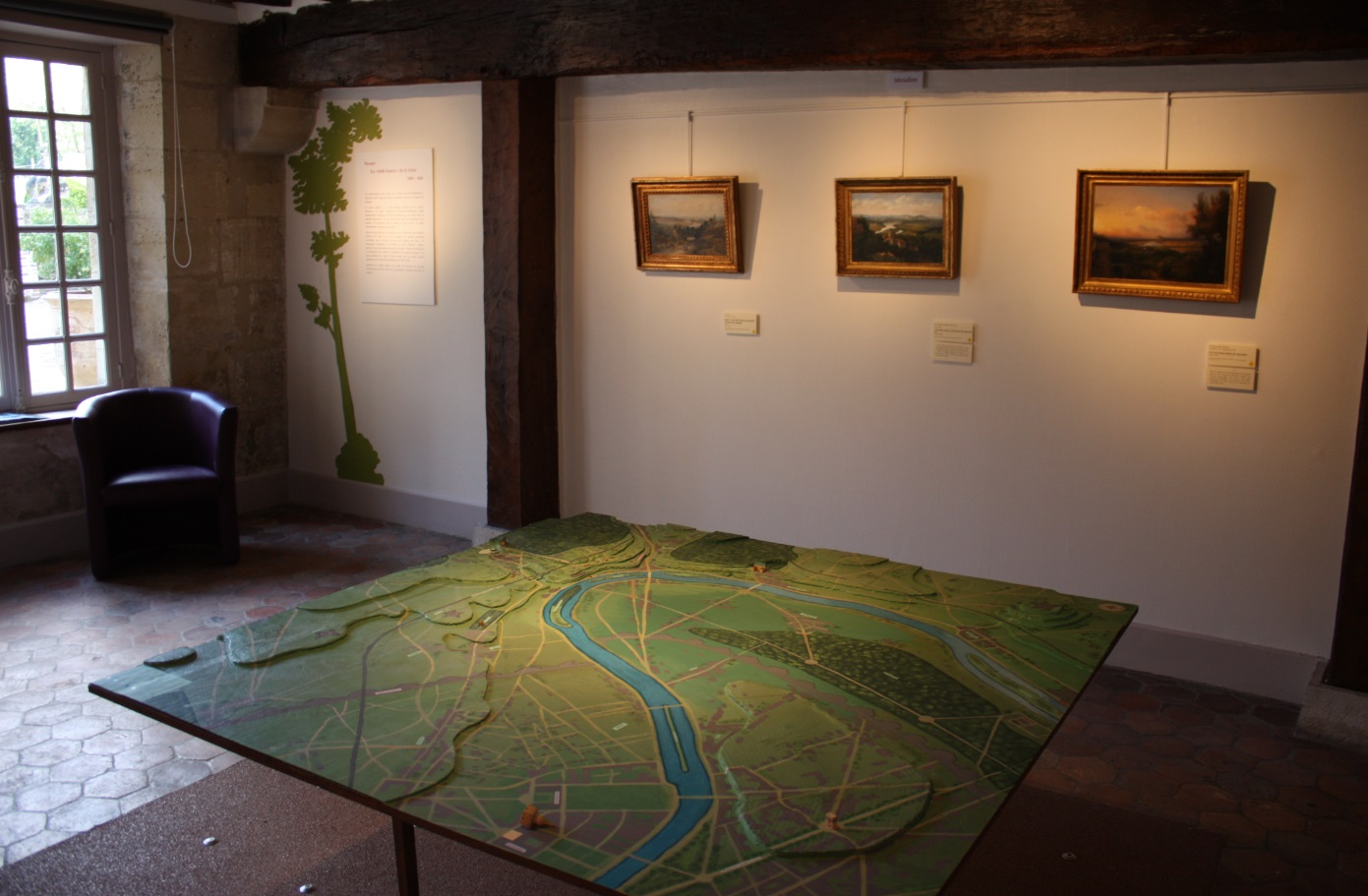
Exposition La Belle Boucle de la Seine, printemps 2016.

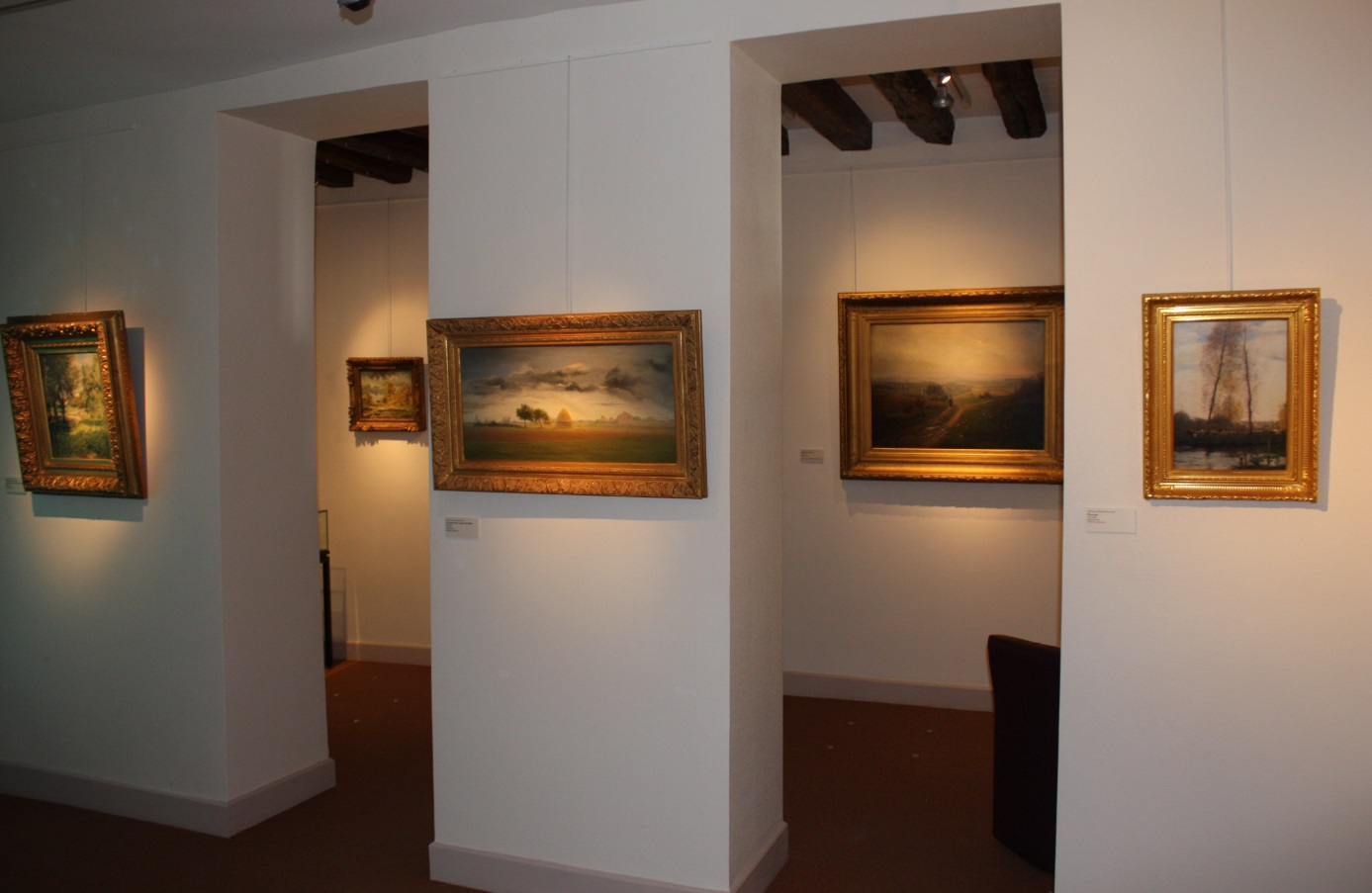
Tableaux de l'exposition Antoine Chintreuil, printemps 2017.

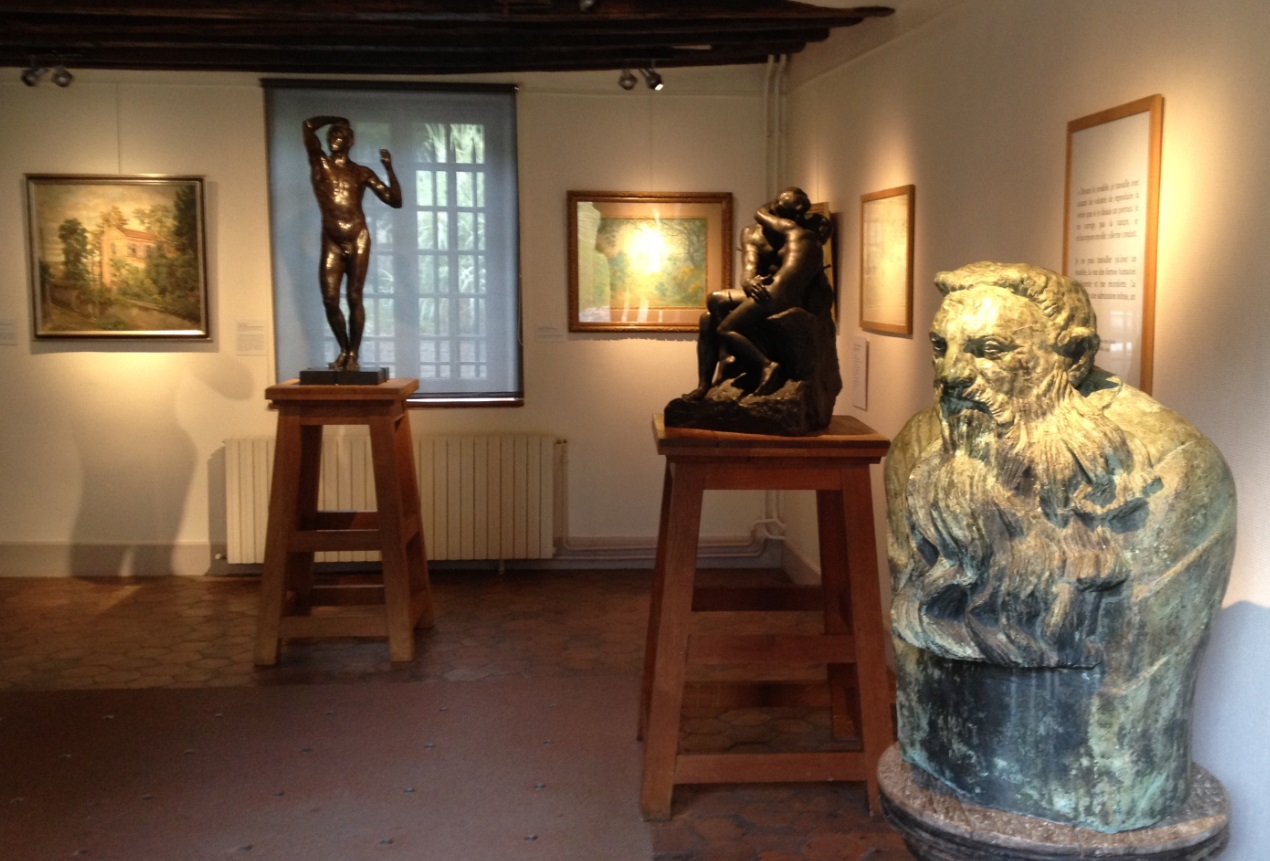
Exposition Auguste Rodin, une passion pour Meudon, dans le cadre du centenaire de sa mort, automne 2017.

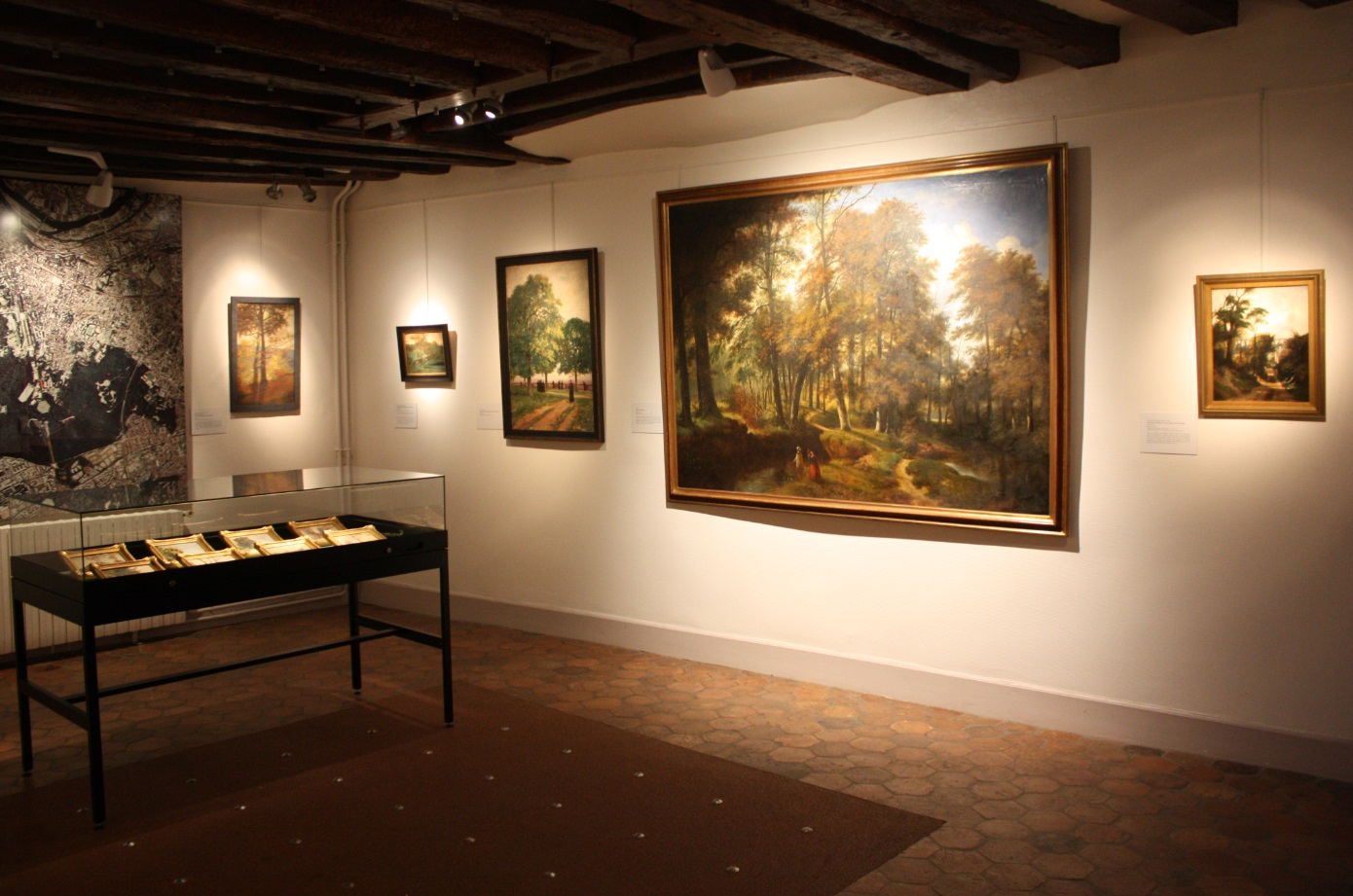
Exposition Dans la forêt de Meudon, printemps 2018.

#### Années 1970
- Il était une fois Jules Verne, 3 mars - 6 avril 1979.
- L'église Saint-Martin-Saint-Blaise de Meudon et son histoire, 28 avril - 1er mai 1979.
- Peinture naïve, peinture sans frontières, 27 mai - 26 juin 1979.
- Édouard Collin, retour à Meudon, 9 septembre - 14 octobre 1979.

#### Années 1980
- Meudon au XIXe siècle, 5 janvier - 1er mars 1980.
- Deuxième exposition de sculpture contemporaine à Meudon, 10 mai - 19 juin 1980.
- La Grande Perspective de Meudon, 21 septembre - 23 octobre 1980.
- Rorpars Ar Flohic et Robert Seguineau, peintures et sculptures, 29 novembre 1980 - 18 janvier 1981.
- Georges Tcherkessof, paysages de Meudon, 7 mars - 19 avril 1981.
- Vivien Oel, peintures et sculptures, 24 avril - 10 mai 1981.
- Marie-Josèphe Tournon, Meudon, votre ville, votre maison, 30 mai - 28 juin 1981.
- François Stahly, Parvine Curie, David Marti, 16 octobre - 27 décembre 1981.
- Hommage à Jean Latour-Belot, 13 février - 14 mars 1982.
- Hommage à Marcel Dupré, 3 mai - 16 juin 1982.
- Les frères Bourdon, visions insolites insolentes, 24 septembre - 24 octobre 1982.
- Michel Rico (sculptures), Koyama (peintures), Tony Moebius (photos), 22 janvier - 20 février 1983.
- Bellevue, deux siècles d'histoire, 1748-1948, 9 septembre - 7 mai 1983.
- Sculptures des années 1980, pour collectionneurs d'aujourd'hui, 3 juin - 3 juillet 1983.
- Vingt sculpteurs et leurs fondeurs, 24 septembre - 23 octobre 1983.
- Jacqueline Gougis, fééries des jardins et des eaux (peinture), 2 octobre - 27 novembre 1983.
- Juana Muller. 1911-1952. Sculptures, 6 janvier - 19 février 1984.
- Les arts du métal. (Gallo-romains en Ile-de-France), 7 novembre 1984 - 31 janvier 1985.
- Hermann A. Webster, regard d'un américain sur la France, 29 janvier - 19 février 1985.
- Histoire du château de Meudon, du XVe siècle à nos jours, 26 février - 31 mai 1985.
- Pazzi (sculpture) et Perget (peintures), 7 juin - 7 juillet 1985.
- Karl-Jean Longuet, 11 octobre - 10 novembre 1985.
- Jean-Léonard Stoskopf, Hervé Boudin, sculptures, 15 novembre - 15 décembre 1985.
- Mateo Hernandez, 1885-1949, sculptures, dessins, peintures, 11 janvier - 16 février 1986.
- Achiam, 6 mai - 30 mai 1986.
- Roseline Granet, Agnès Bracquemond, Philippe Anthonioz, 15 mai - 15 juin 1986.
- Joey Kossov, peintre américain, 12 septembre - 28 septembre 1986.
- Denis Eudeline, peintures, 3 octobre - 2 novembre 1986.
- Hélène Guastalla, 25 novembre 1986 - 15 février 1987.
- Meudon à la préhistoire, 3 mars - 26 avril 1987.
- Jean Mermoz, 29 avril - 17 mai 1987.
- Le patrimoine architectural meudonnais. 1900-1960, 20 mai - 14 juin 1987.
- Un artiste, un musée : Gloria Friedmann, Axis Mundi (dans le jardin), 24 octobre - 24 décembre 1987.
- Productions artisanales et industrielles à Meudon au XIXe siècle, 24 octobre 1987 - 24 janvier 1988.
- Irène Zack, sculptures, 15 avril - 15 mai 1988.
- Le signe et la marge, graveurs contemporains, 1er juin - 3 juillet 1988.
- Guidette Carbonell, harpies et totems (collages textiles), 23 septembre - 23 octobre 1988.
- Mennson, Peintures et sculptures, 1960-1983, 9 novembre - 18 décembre 1988.
- Jean-François Flamand, Sculptures dans un jardin, 10 février - 13 mars 1988.
- Pierre Lafoucrière, peintures, 20 janvier - 26 février 1989.
- Constant Pape, Peintures, 4 mars - 16 avril 1989.
- Dietrich-Mohr, 10 ans de sculptures sur métal, 26 mai - 2 juillet 1989.
- Des ballons pour la République, les recherches aérostatiques, 16 septembre - 26 novembre 1989.

#### Années 1990
- De Montparnasse à Versailles en chemin de Fer, 14 décembre 1990 - 3 février 1991.
- Gravure contemporaine, 1er mars - 14 avril 1991.
- Michel Le Gouais, sculptures, 10 janvier - 9 février 1992.
- Elisabeth Leyris (tableaux à l'aiguille) et Jean Leyris (sculptures), 22 février - 22 mars 1992.
- Meudon il y a 55 millions d'années, 3 avril - 17 mai 1992.
- Achiam, sculptures, 3 juin - 26 juillet 1992.
- Victor Roman, sculptures, 18 septembre - 1er novembre 1992.
- René Collamarini, sculptures, 13 octobre - 19 décembre 1993.
- François Stahly, 6 avril - 12 juin 1994.
- Francis Montanier (donation Montanier), 10 juin - 30 juillet 1994.
- Gérard Lardeur, « + ou - 45° ou le choix d'une énergie », 10 juin - 30 juillet 1994.
- Rabelais, une folie profondément sage, 16 septembre - 16 octobre 1994.
- Robert Fachard, Jubilée (50 ans de sculpture), 18 novembre - 8 janvier 1995.
- Francine Holley, peinture et sculpture, 17 mars - 30 avril 1995.
- Parvine Curie, sculptures, 8 avril - 14 mai 1995.
- Paris inondé, 8 mai - 21 août 1995.
- Guerrier (peinture) et Andreou (sculpture), 7 octobre - 19 novembre 1995.
- La collection Eva et Denys Chevalier, 20 octobre - 14 janvier 1996.
- Christian Lefèvre, « Works », 27 janvier - 25 février 1996.
- La donation Andras Beck, sculpture, 3 avril - 19 mai 1996.
- Lionel Guibout, peintures, 5 mai - 16 juin 1996.
- La lettre et l'image, livres d'artistes, 31 mai - 30 juin 1996.
- Piera Rossi, sculptures, 16 novembre - 12 janvier 1997.
- Vincent Batbedat, sculptures, 22 février - 23 mars 1997.
- Jean Le Moal, peintures, 5 avril - 25 mai 1997.
- Subira-Puig, sculptures, 7 juin - 27 août 1997.
- Hélène Guastalla et Françoise Salmon, sculptures, 3 octobre - 1er novembre 1997.
- Les peintres miniaturistes persans, 6 décembre - 10 janvier 1998.
- Le funiculaire de Meudon, 7 février - 8 mars 1998.
- Roseline Granet, sculptures, 24 avril - 7 juin 1998.
- Raymond Perget, peintures, 11 juin - 27 août 1998.
- Darwich (année France-Égypte), 18 octobre - 22 novembre 1998.
- Otani, sculptures, 4 décembre - 17 janvier 1999.

#### Années 2000
- Amour et lumières, maquettes de vitraux d'Alfred Manessier, 17 novembre 2000 - 24 janvier 2001.
- Thomas d'Hoste, sculptures, 4 avril 2001 - 3 juin 2001.
- Claude Torcinni, sculptures et dessins, 13 juin 2001 - 29 juillet 2001.
- À Meudon en ce temps-là, la maison d'Armande Béjart, 2001.
- Les émaux de Ligugé, 20 octobre 2001 - 16 décembre 2001.
- Bateaux, modélisme naval et bois de marine, 29 mars 2002 - 11 mai 2002.
- Philippe Scrive, sculptures, 1er juin 2002 - 27 juillet 2002.
- Tableaux pour le cinéma, 27 février 2003 - 16 mars 2003.
- Meudon, une ville pendant la Grande Guerre, 2 avril 2003 - 4 mai 2003.
- Pierre Szekely, sculptures, 23 mai 2003 - 27 juillet 2003.
- Christian Marchant, sculptures, 2006.
- Plaisir de France, photographies de Pierre Jahan, 16 février - 15 avril 2007
- Félix  Bracquemond, un maître de l'eau-forte, 19 janvier - 24 février 2008.
- Bellevue, le château de la marquise de Pompadour à Meudon, 2008.
- Sculptures récentes de Dietrich Mohr D'Acier, de José Subirà-Puig de Bois, de Tetsuo Harada de Pierre, 20 septembre - 26 octobre 2008

#### Années 2010
- Théodore Rousseau 1812-1867, le renouveau de la peinture de paysage, hiver 2013.
- Autour de Claude Idoux (peinture-sculpture, 1940-1960), 6 mai au 6 juillet 2014.
- Jean Laronze, rives et rivages, automne 2014.
- Le Paysage historique de P.-H. de Valenciennes à J.-B. Camille Corot - Le Prix de Rome (1817-1863), printemps 2015.
- Anna Mark, automne 2015.
- Bernard Dorival, l'œil du collectionneur, décembre 2015 - mars 2016.
- Paysages. La « belle boucle » de la Seine, 8 avril - 24 juillet 2016.
- Mme de Pompadour sur scène : le théâtre du château de Bellevue, printemps 2016. Exposition-dossier.
- Moisan, un caricaturiste en son siècle, septembre-novembre 2016.
- François Stahly, œuvres sur papier, 2 décembre 2016 - 12 mars 2017.
- De Meudon à Versailles, la mort du Grand Dauphin, au sujet d'un tableau inédit, automne 2016. Exposition-dossier.
- Antoine Chintreuil (1814-1873), rêveries d'un paysagiste solitaire, 30 mars - 2 juillet 2017.
- Auguste Rodin, une passion pour Meudon, automne 2017. Dans le cadre du centenaire de sa mort.
- La Maison Van Doesburg, photographies de Jean-Michel Bale, automne 2017. Exposition-dossier.
- Corps de chair, corps de bronze, photographies d'œuvres de Rodin, Marie-Agnès Périgault, automne 2017. Exposition-dossier.
- Dans la forêt de Meudon, 15 février - 8 juillet 2018. Exposition de paysages présentant les collections en réserve du musée.
- Forêt de Meudon, photographies de Eric Lenglemetz, printemps 2018. Exposition-dossier.
- Au fil de l'eau, œuvres de Frank-Will, hiver 2018. Exposition-dossier.
- Le château de Meudon au siècle de Louis XIV, automne 2018.
- Oeuvres d'Enrico Campagnola, automne 2018, exposition-dossier.
- Paysages de Corot à Braque, parcours d'un collectionneur, printemps 2019.
- Regards croisés : Andras Beck/Anna Stein, automne 2019

#### Années 2020
- Wagner à Meudon, l'histoire d'un vaisseau, janvier/mars 2020, exposition-dossier
- La Science à Meudon, septembre/décembre 2020 - L'Observatoire, le Hangar Y, l'ONERA, le CNRS
- Frank Boggs, en marge de l'impressionnisme, 31 aout 2021 - 8 mars 2022
- Maria Papa Rostkowska et ses affinités artistiques, 26 mars - 10 juillet 2022
- Evasion, la peinture de paysage sort des réserves, 17 septembre 2022 - 8 janvier 2023
- Monuments d'eau, l'étonnante histoire du réseau hydraulique du domaine de Meudon (1680-2023), 18 mars au 9 juillet 2023
- Etre élève, l'école à Meudon du XVIIe siècle à de nos jours, du 29 septembre 2023 au 28 janvier 2024
- Oeuvrer pour la sculpture, la collection Eva et Denys Chevalier, 29 mars au 13 juillet 2024
- Constant Pape, un paysage post-impressionniste, 20 septembre 2024 au 26 janvier 2025

## Histoire

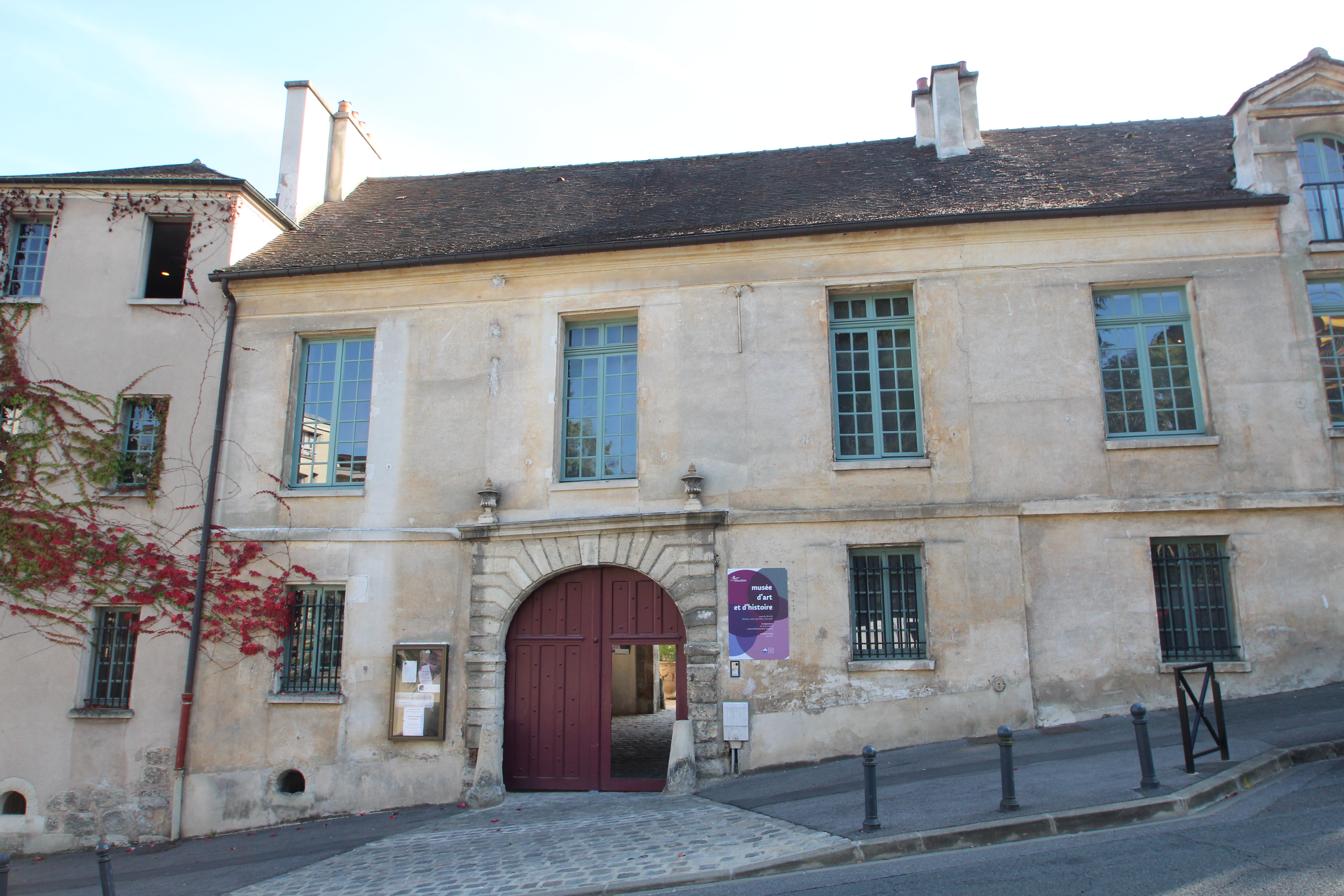
L'entrée du musée en septembre 2014.

### AuXVIesiècle: la demeure d'Ambroise Paré
Une demeure existe au début du XVIe siècle au lieudit « Les Ouches », située entre le castel et l'église de Meudon.
Le 8 septembre 1550, Ambroise Paré, chirurgien du Roi, achète la demeure pour apurer les dettes de sa belle-famille, les Mazelin. Il s'était marié le 30 juin 1541 avec Jehanne Mazelin avec qui il eut trois enfants. À cette époque, la maison n'est composée que de « deux corps de logis, l'un devant et l'autre derrière, et consistant en cave, chambre, grange, grenier, sallettes, court avec puits et appentis couvert en tuiles et petit jardin entre les deux bâtiments ; derrière se trouvait un jardin peuplé d'arbres et de treilles ». Il acheta également environ 19 quartiers de vignes, et une petite pièce de terre, répartis dans le village de Meudon. D'ailleurs, dans ses écrits, il rapporte une anecdote au sujet de la découverte d'un crapaud trouvé « au profond des pierres », sans « aucune apparence d'ouverture […] estant en une mienne vigne près le village de Meudon ». En 1570, Paré cherche à agrandir ses terres. Il voulut acheter un jardin jouxtant le sien et à ce propos, « on le voit qui s'affaire, commande des plants d'arbres, amène des maçons ». Mais l'affaire ne se fit pas. Le 20 décembre 1570, un certain Drouard mettait rétrospectivement opposition à la vente, en faisant usage de son droit de retrait lignager.
En 1590, le beau-frère d'Ambroise Paré, François Rousselet, dit l'« aîné » rachète la maison. Il porte alors le titre de contrôleur général de la maison de la reine de Navarre et des fortifications d'Île-de-France. Il s'était marié le 28 mai 1581 avec Catherine I Paré, la fille d'Ambroise Paré, issue de sa première union avec Jeanne Mazelin, son contrat de mariage mentionnant le titre de trésorier de l'argenterie de Monseigneur frère unique du Roy et secrétaire ordinaire de sa maison,. Ils eurent huit enfants, dont :
- Ambroise Rousselet, l'aîné, qui porte le prénom de son grand-père. Né à Corbeil où son père avait une activité de receveur des tailles, il sera conseiller du roi avant de mourir à Paris en 1659. Lui-même s'était marié en 1624 avec Catherine Le Tonnelier. Leur fille, Élisabeth épousera, l'année 1657, Robert Cousinet, lui aussi conseiller du roi ;
- François Rousselet « le jeune »[18] ;
- Nicolas Rousselet. Il n'avait pas encore 18 ans lorsqu'il demanda à être admis comme frère servant dans l'ordre de Saint-Jean de Jérusalem. Selon la coutume, sept témoins qui avaient bien connu Paré vinrent attester devant l'assemblée provinciale de l'Ordre réunie en 1606 que Paré avait toujours vécu selon la religion catholique. Ce document, récemment connu, met fin à la légende d'un Paré protestant[19].

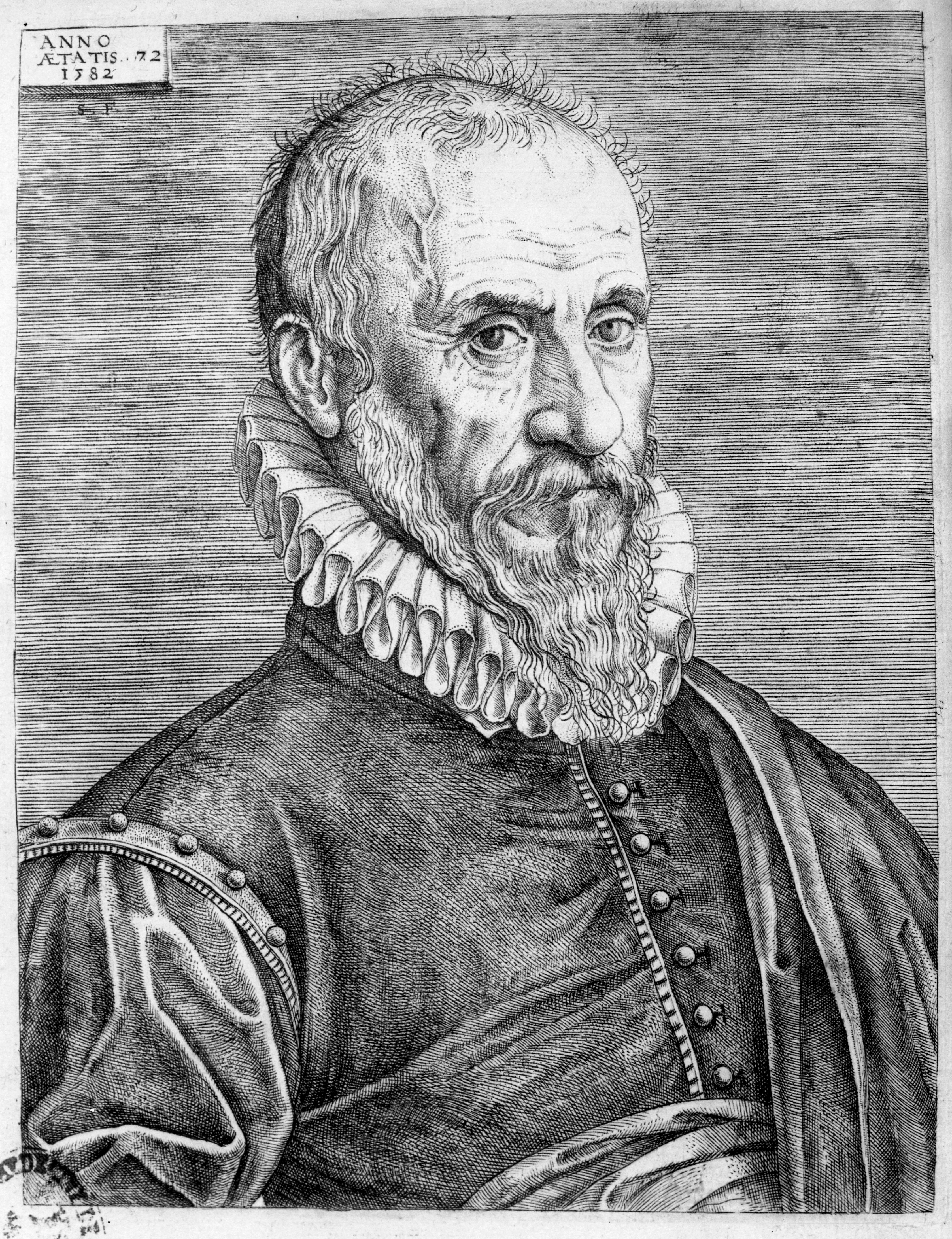
Portrait gravé d'Ambroise Paré (1582), Paris, bibliothèque interuniversitaire de santé.
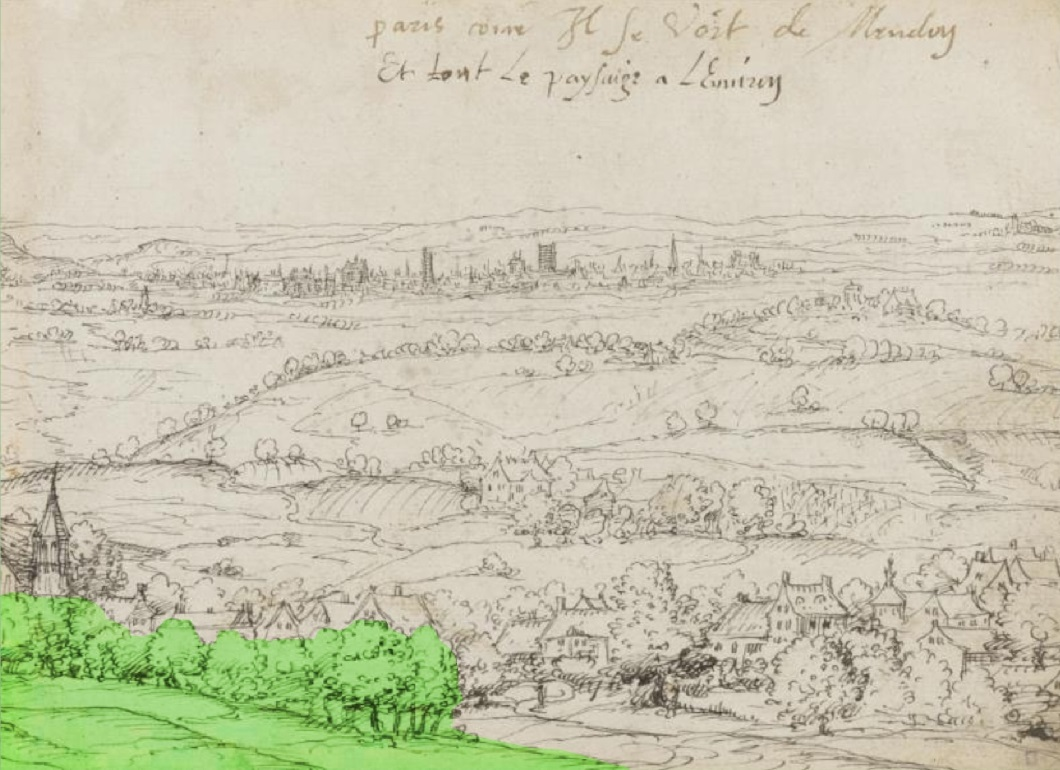
Vue de Paris depuis Meudon, seconde moitié du XVIe siècle. En vert est visible l'emplacement du futur jardin de la maison.
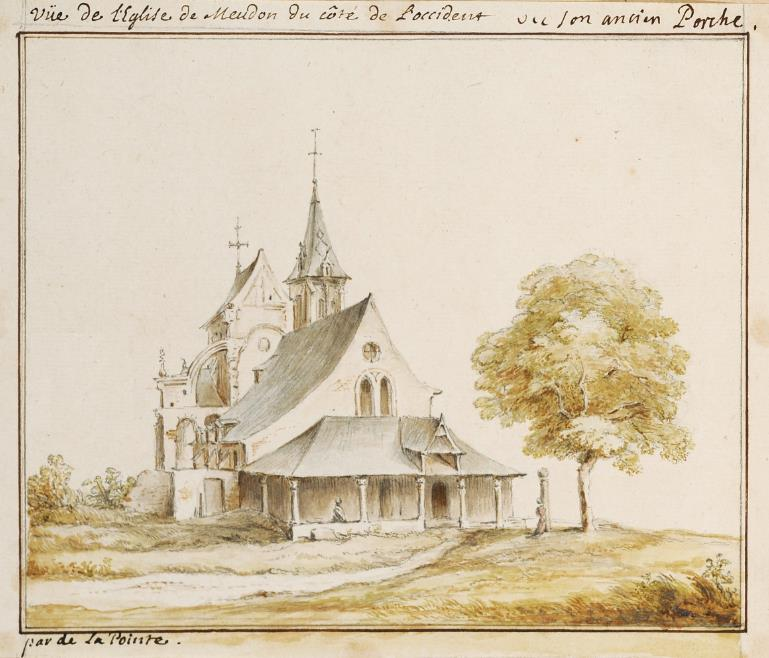
L'église de Meudon, voisine de la maison, au début du XVIIe siècle. Paris, Bibliothèque Mazarine, ms 3361, f°76, p. 96.

### AuXVIIesiècle: la maison d'Armande Béjart, veuve de Molière

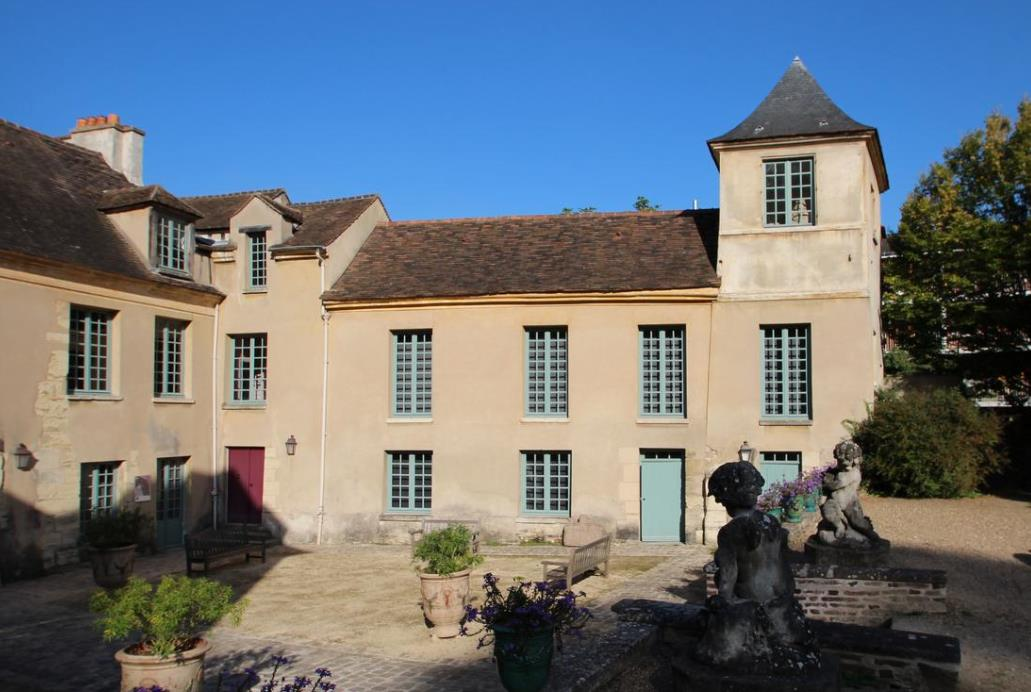
Aile est du musée d'art et d'histoire de Meudon, ajout du XVIIe siècle.

Au début du règne de Louis XIV, la maison va être considérablement agrandie, pour conserver son aspect jusqu'à nos jours. En effet, Rollin Burin (ou Raulin), conseiller du Roi, contrôleur provincial des Postes de Normandie, de Bretagne, et maître des courriers au bureau général des Postes de Paris, agrémente la maison des deux ailes avec des pavillons carrés aux extrémités. Pour donner à la salle du premier étage un décor plus en rapport avec sa position sociale, Rollin Burin la fait orner d'arabesques, que le visiteur peut toujours admirer. Il s'était marié avec Louise Massieu.
En 1649, Claude Laborie,,, conseiller secrétaire du Roi, maison couronne de France et de ses Finances, avocat ès conseiller d'État et privé de Sa Majesté, achète la maison et plusieurs autres le long de la rue des pierres. Il s'était marié avec Marie Denoyers.
Surtout, par contrat de vente daté du 30 mars 1676, reçu par maîtres Le Secq de Launay et Guichard, notaires, la maison est acquise pour 5 400 livres par la comédienne Armande Béjart, veuve de Molière, qui en fait sa maison de campagne à la belle saison. Un second acte de vente est passé le 25 mai 1677 par devant maîtres Mousnier et Le Secq de Launay. Armande a néanmoins de nombreuses obligations à Paris, où elle demeure la majeure partie de l'année, obligations liées à la gestion de la troupe théâtrale recomposée après la mort de Molière, ainsi que le démontre la lecture du registre de La Grange. Certains documents attestent toutefois des allées et venues de la famille à Meudon, puisqu'Armande Béjart s'est remariée le 31 mai 1677 avec Isaac-François Guérin d'Estriché (1636-1728), avec qui elle eut la même année un fils, Nicolas Guérin. De ses trois enfants avec Molière, il ne lui restait qu'une fille, Esprit Madeleine Poquelin. Le 12 juin 1683, devant Me Feucher, notaire à Meudon, Isaac-François Guérin et Armande Béjart constituèrent vingt livres de rente perpétuelle à prendre sur leur maison pour l'obit de Guillaume et de Jeanne Parrains. Par ailleurs, un acte de baptême, daté du 8 octobre 1683, du registre de l'église Saint-Martin de Meudon, indique que : « Le huictième jour d'octobre de l'année mil six cens quattre vingt trois, a esté baptizé par moy curé soussigné, Isaac - Armand aagé de cinq jours, fils de Gabriel Colo et de Marie Girardin, sa femme. Le parrain a esté Me Isaac François Guérin, officier du Roy, et la marraine damoiselle Marie Magdelaine Esprit Poclin [sic] sa belle-fille, qui ont signé ». Jouant sur scène jusqu'en 1694, Armande Béjart s'éteint à Paris le 30 novembre 1700, ayant conservé jusqu'à la fin de ses jours sa propriété de Meudon.

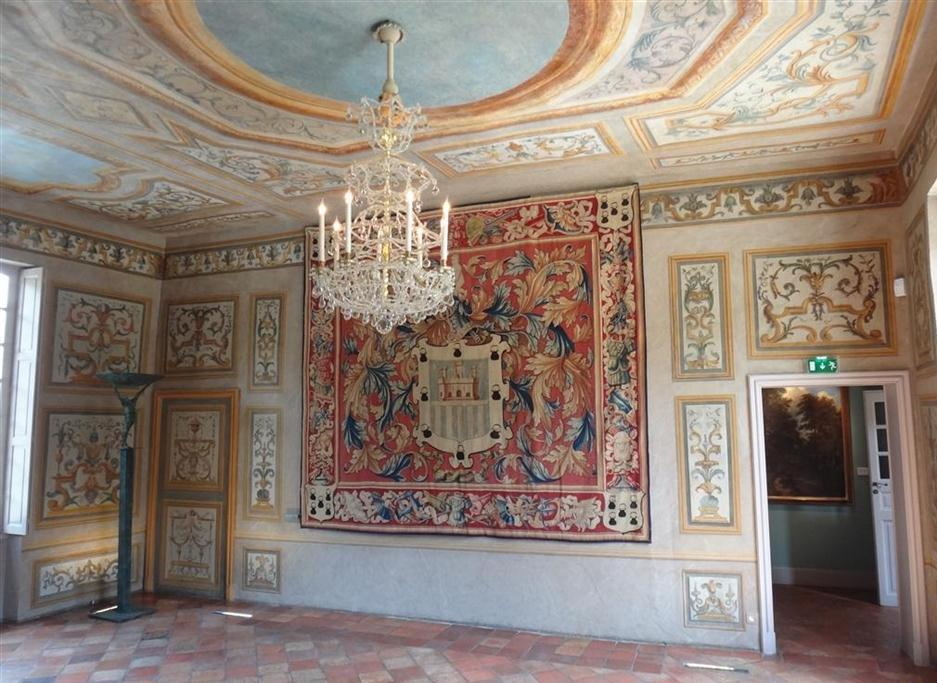
Le salon du premier étage, vers 1645.
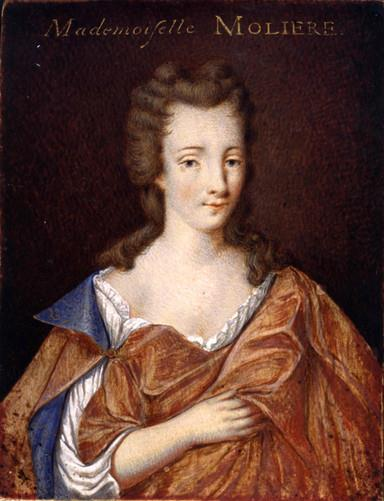
École française du XVIIe siècle, Portrait de Mademoiselle Molière (Armande Béjart).
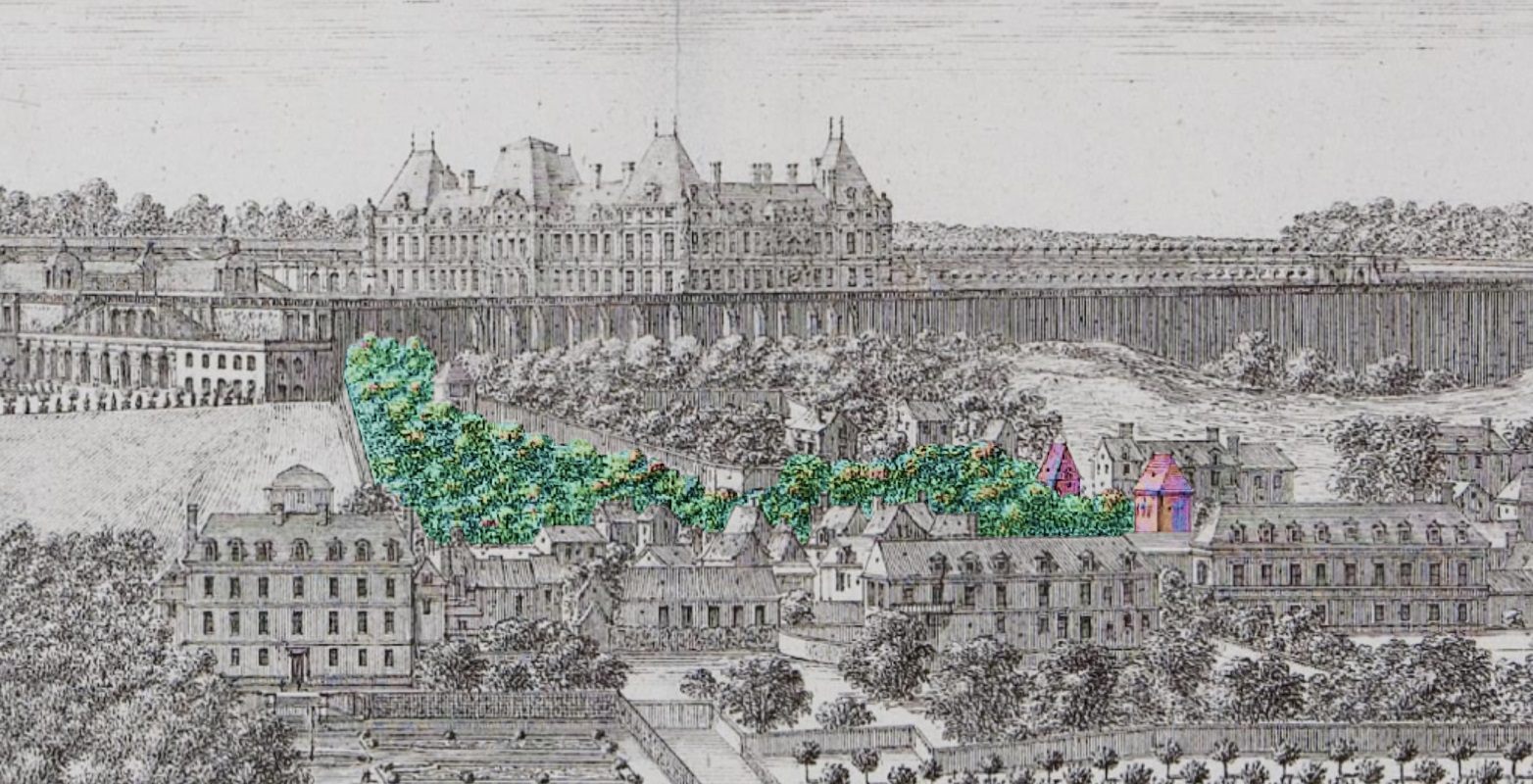
En violet sont visibles les deux pavillons du musée. En vert figure l'emprise des jardins. Estampe d'Israël Silvestre (vers 1685).
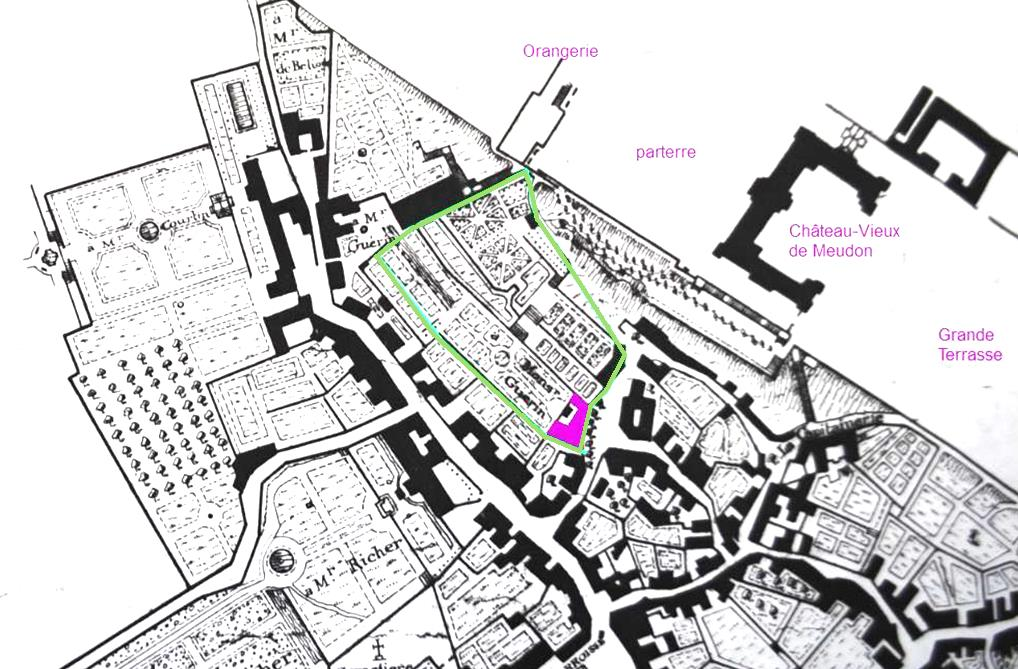
Plan des jardins vers 1690-1700. En violet est figurée la maison. L'emprise actuelle des jardins est entourée d'un trait vert.
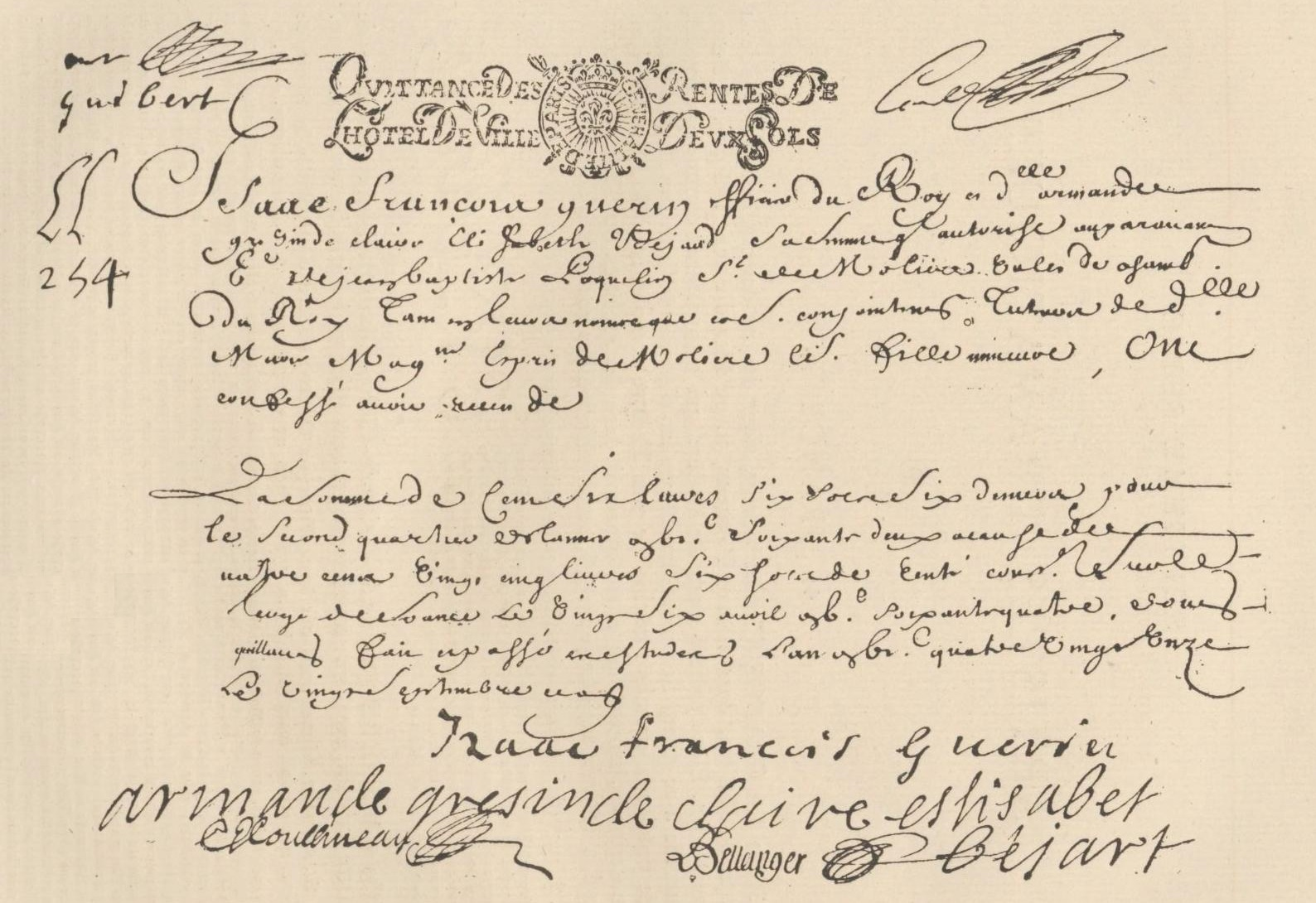
Quittance avec les signatures d'Armande Béjart et d'Isaac-François Guérin, son second mari (20 septembre 1691).

### DuXVIIIesiècleauXIXesiècle: les divers occupants

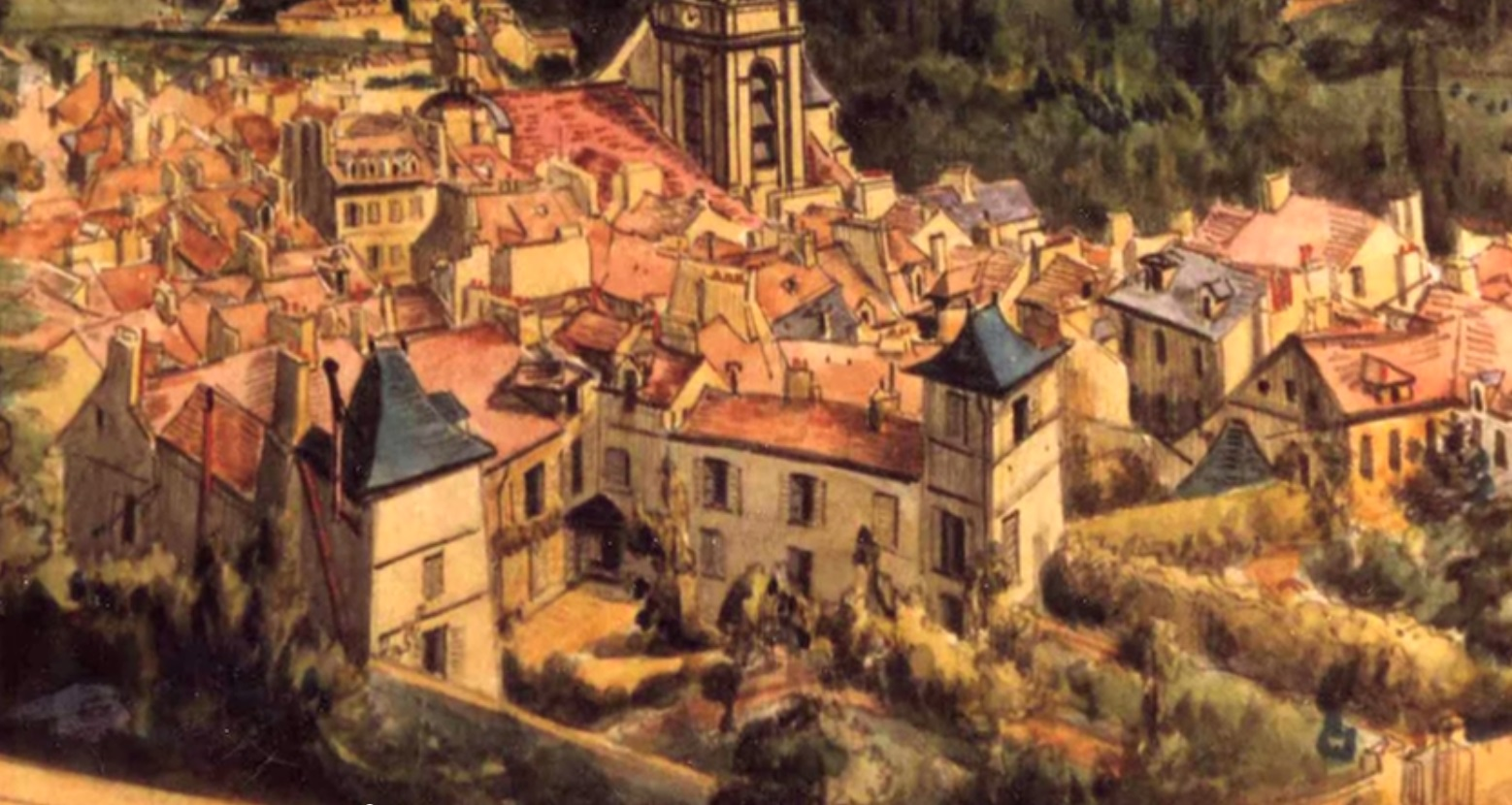
École française du XIXe siècle, Vue de la maison depuis le haut de l'Orangerie, musée d'art et d'histoire de Meudon.

Le 1er juillet 1705, Isaac-François Guérin d'Estriché (le second époux d'Armande Béjart), Esprit-Madeleine Poquelin (fille de Molière et d'Armande Béjart) ainsi que Nicolas Guérin d'Estriché (fils de Guérin d'Estriché et d'Armande Béjart) cèdent la maison à Pierre Poulain, sieur de Launay (vers 1670-vers 1730) (autrement Pierre Pipoulain-Delaunay), secrétaire de M. de Joyeuse, gouverneur de Meudon, moyennant 2 000 livres versées comptant et 250 livres de rente au principal de 5 000 livres. Son fils indique qu'il alla jusqu'à devenir « Secrétaire de feu Monseigneur, ayeul du Roy [Louis XV], & Trésorier de ses menus Plaisirs, qui se montoient à cinquante mille livres par mois, dont il ne rendoit compte qu'à ce Prince directement ». Son fils ajoute également que « Monseigneur l'avoit tiré de l'état de Maître de Pension pour l'attacher à lui. Après la mort de ce Prince [en 1711], l'amour de sa profession lui avoit fait reprendre son premier état : preuve que l'ambition ne dirigeoit pas son cœur ». Grammairien de formation, Pierre Poulain de Launay installera une école au sein même de sa maison de Meudon. Son fils précise encore : « Pénétré des vérités de l'Evangile, il ne vouloit pas enfouir le talent de l'éducation de la Jeunesse, qu'il avoit reçu de la Providence. Ce talent si peu cultivé aujourd'hui, lui paroissoit le plus digne d'un vrai Chrétien ». On connait de lui une Méthode du sieur Py-Poulain de Launay, ou l'Art d'apprendre à lire le françois et le latin, publiée en 1719.
Son fils présumé Pipoulain de Launay (mort en 1767), poursuivra ses recherches sur l'apprentissage de la langue française, et publiera plusieurs ouvrages, dont une Méthode pour apprendre à lire le françois et le latin publiée en 1741, dont est extrait l'Alphabet pour les enfans, contenant les 8 leçons de la méthode de M. de Launay pour apprendre à lire le françois et le latin, paru en 1750. Ce dernier meurt à Paris le 6 mars 1767.
La même année, les héritiers de Poulain de Launay se défirent de la propriété au profit de François David Laurisse de Salienne (1721-1793), « intéressé dans les affaires du roi », demeurant « paroisse Sainte-Eustache » à Paris. Il était alors marié à Jeanne-Louise Audinet, avec qui il eut cinq enfants: Justine Laurisse de Salienne (1765-1829), première femme du dessinateur Jean-Baptiste Isabey ; Julie Laurisse de Salienne (née en 1770), mariée à Étienne-Chérubin Leconte; André David Laurisse de Salienne (vers 1779-1832), marié avec Amélie Louise Fourquemin ; Adélaïde Laurisse de Salienne (morte en 1821), mariée avec Jean-Baptiste de Courde de Montaiglon, et Colette Laurisse de Salienne (1771-?) mariée de 1795 à 1799 avec François-Frédéric Lemot  .
À sa mort, survenue à Meudon le 16 février 1793, sa fille aînée, Anne-Louise-Marie Laurisse de Salienne (née en 1762), seule enfant issue de sa précédente union avec Hélène Aubert, recueillit la propriété. Elle était l'épouse de Charles-Frédéric Hupais, commissaire des guerres et intendant général des armées du Premier Empire. Amie de la littérature et des arts, Anne-Louise-Marie Hupais, belle-sœur d'Isabey, recevait à Meudon de nombreux artistes et y donnait de belles fêtes. Elle décora de noms gracieux différentes retraites du jardin, tel le « bosquet de l'amitié » ou l'« allée Molière ». Charles-Frédéric et Anne-Louise-Marie eurent en 1797 un fils, Augustin François Édouard Hupais de Salienne. De sa première union avec Marguerite Antoinette Benoist, Charles-Frédéric avait eu en 1787 un premier garçon, Alexandre Bertrand François Hupais de Salienne. Charles-Frédéric Hupais y meurt le 10 décembre 1829.
Le 27 novembre 1833, à l'audience des criées du Tribunal de Versailles, Marie-René Millet verse 30 000 francs pour acquérir la demeure. À la mort de ce dernier, la maison passa à son fils Augustin-Henri Millet, qui le transmit lui-même à sa fille aînée, Marie Désirée Millet (1814-1884), future Mme Édouard Dulaurier. En 1875, la maison aurait été divisée en deux : la partie ouest pour Mme Miquel, et la partie est conservée par M. et Mme Édouard Dulaurier (1807-1881), ce dernier professeur à l'école des langues orientales, et membre de l'Institut. Il y meurt le 21 décembre 1881.

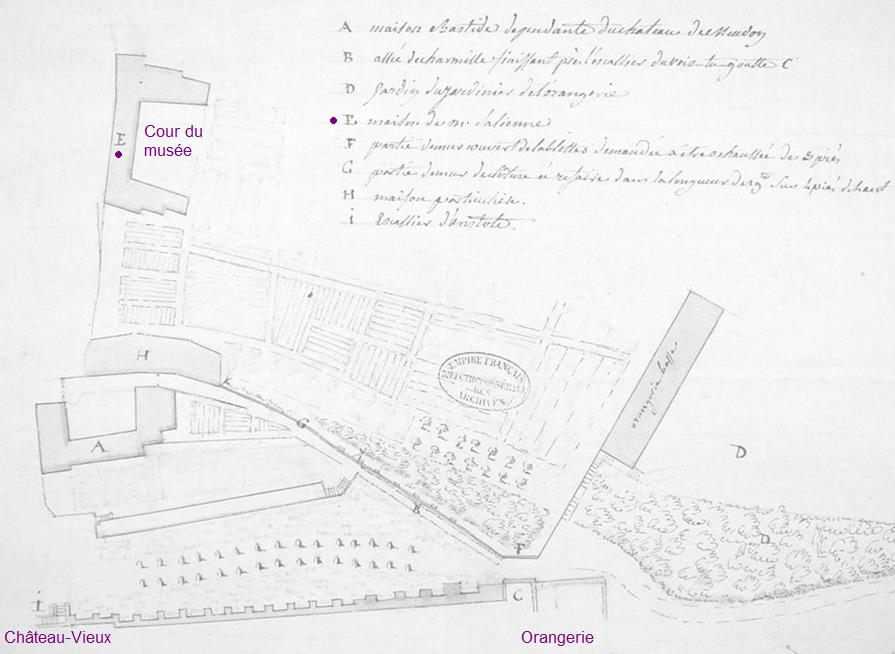
Sous la lettre « E », plan de la maison de M. de Salienne (seconde moitié du XVIIIe siècle).
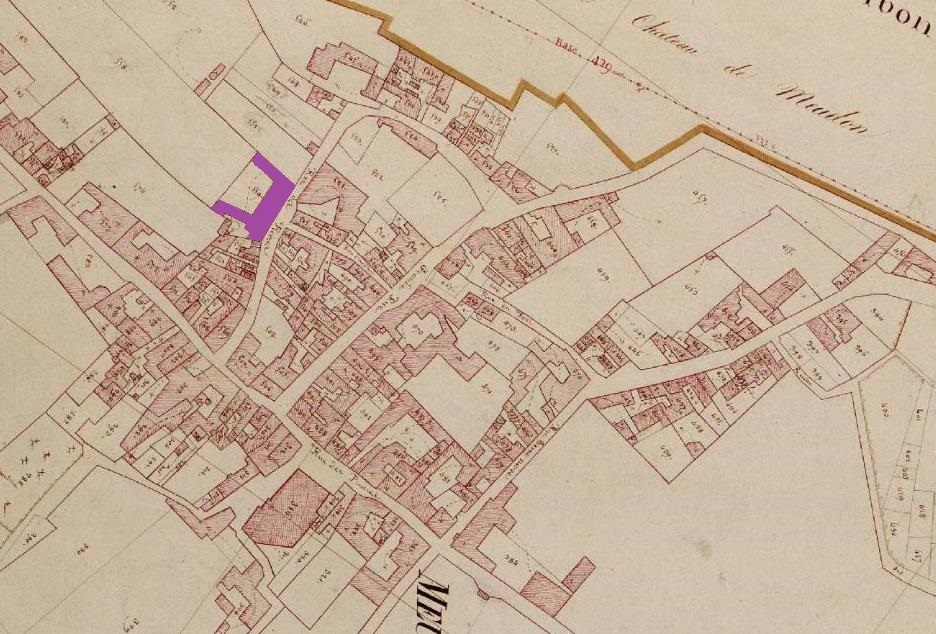
Cadastre napoléonien du village de Meudon, vers 1812. En violet, le plan du futur musée.
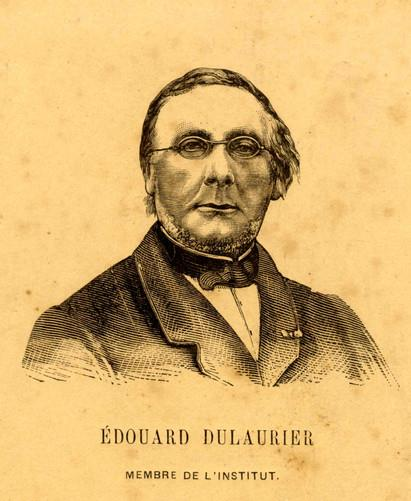
Portrait gravé d'Édouard Dulaurier.
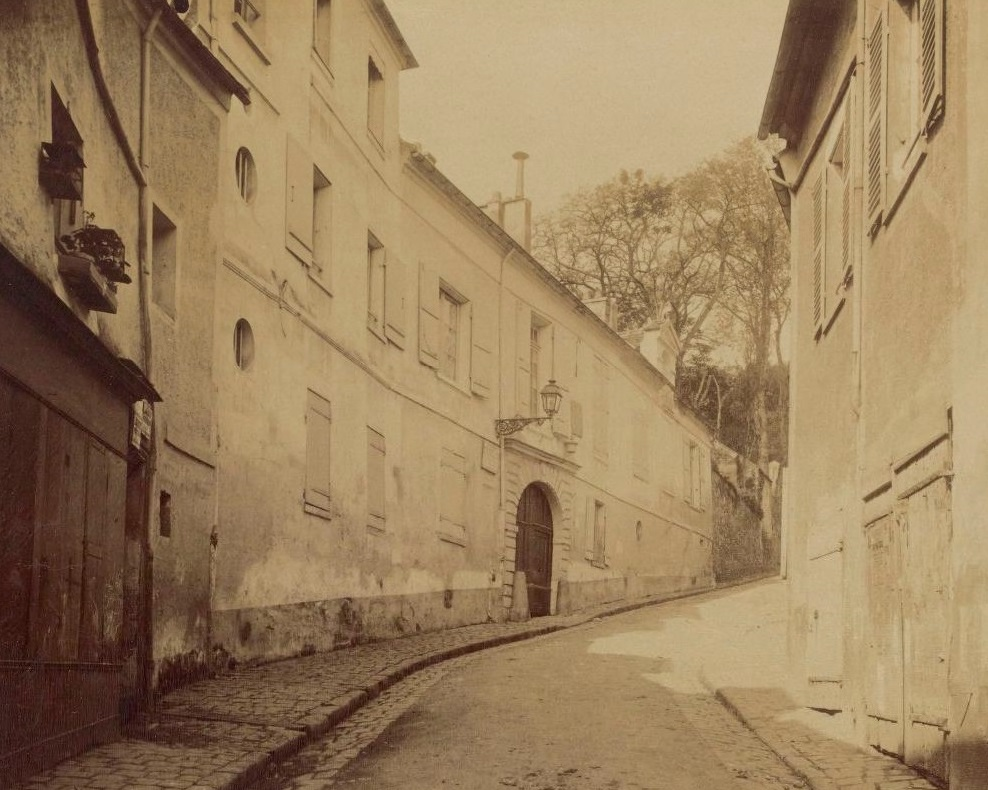
Eugène Atget, La rue des pierres à Meudon, avec l'entrée de la maison (1876), photographie, Paris, BNF.
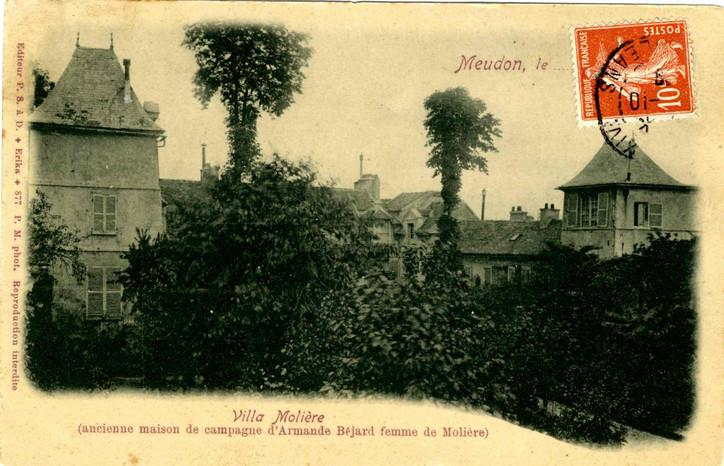
La maison encerclée par la végétation, vers 1900.
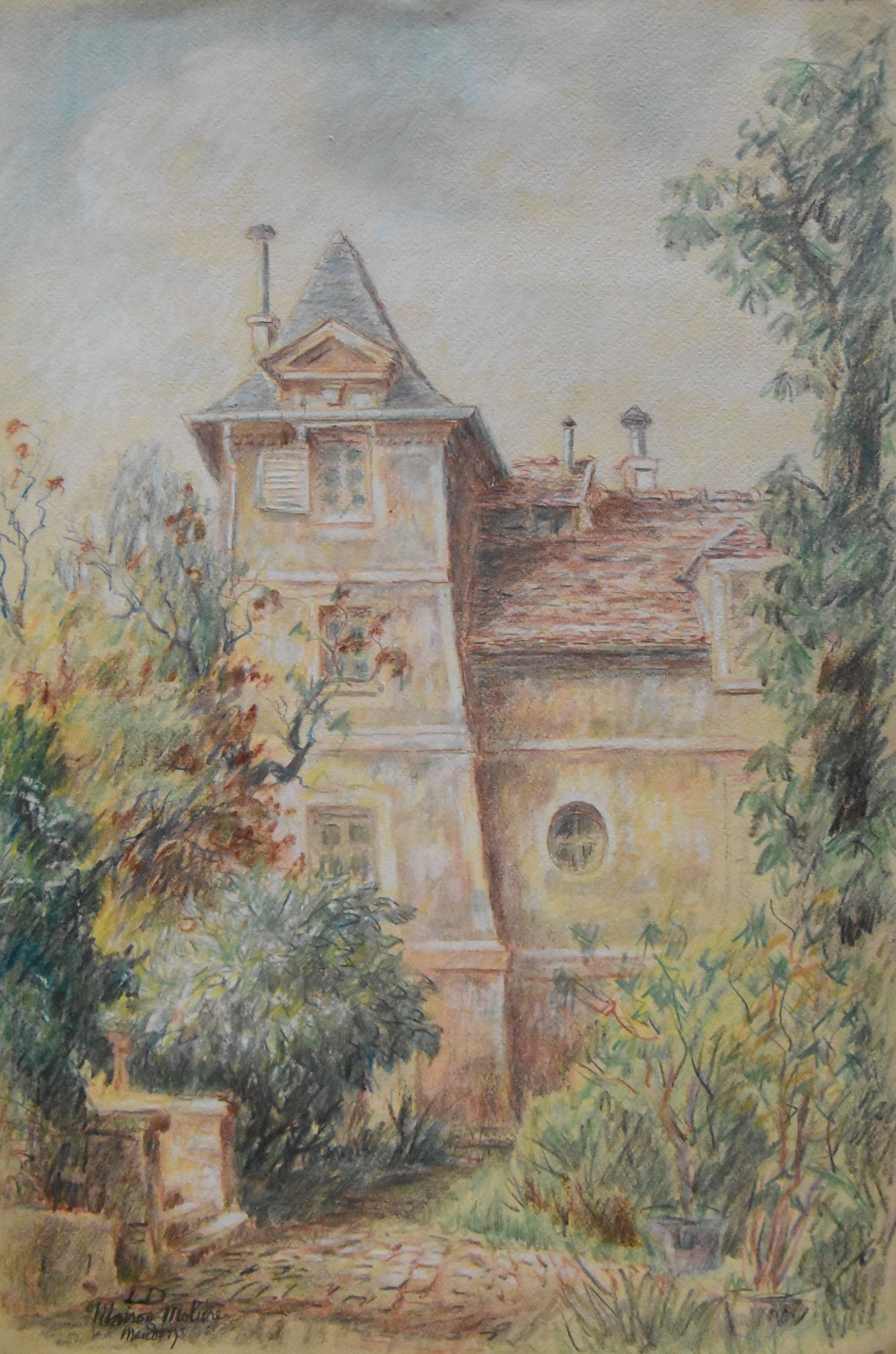
Dessin de Louis Dupuis (1862-1951).
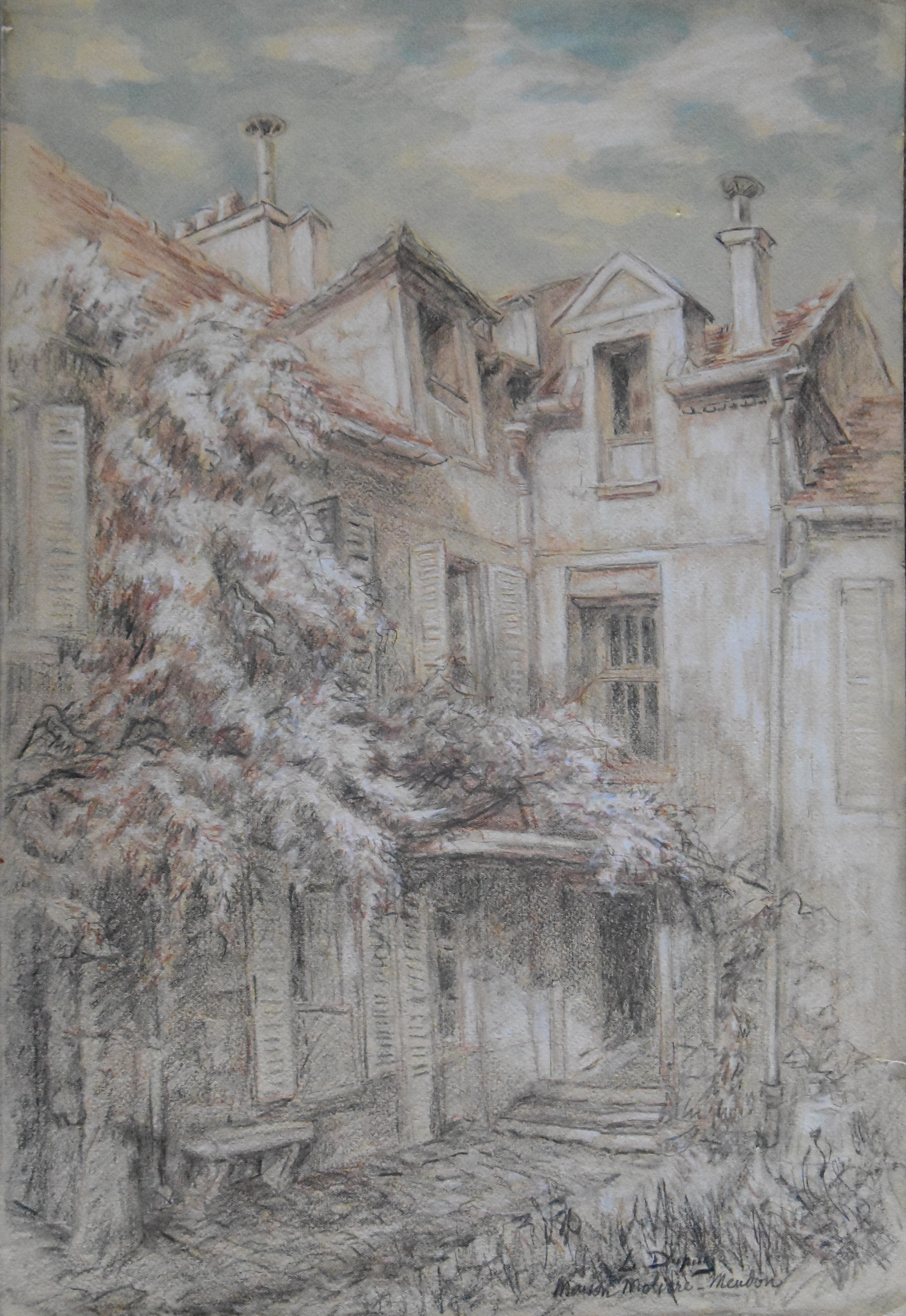
Dessin de Louis Dupuis.

### AuXXesiècle: la création du musée municipal

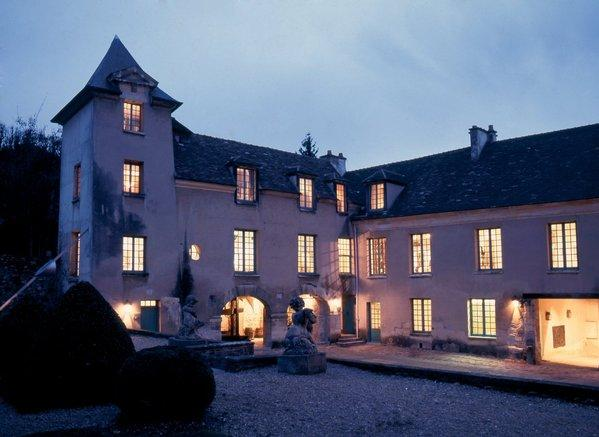
Le musée éclairé au crépuscule.

En 1891, Augustin Dulaurier, le fils d'Édouard, fait classer l'ensemble de la maison au titre des monuments historiques et achète la partie ouest du parc. Il y avait en effet découvert en 1886, sous plusieurs couches de papier peint, des peintures murales qui ornaient le salon principal. Il en confie la restauration à un jeune artiste, M. Jouvenot, « qui s'est fort bien acquitté de cette tâche, à l'honneur de l'art ». Augustin s'était marié avec Marie Lucas, avec qui il eut une fille unique, Germaine Dulaurier (1880-1930), qui vécut toute son enfance dans la maison.
Finalement, en 1941, la ville de Meudon en fait l'acquisition, la confie à la Société des amis de Meudon, très active grâce aux travaux de Charles Léger, pour y présenter dès 1943, le musée d'histoire locale. La villa Molière est inaugurée le 10 juillet 1943. 
Devenu un musée municipal en 1973, il présente l'histoire de la ville et de ses habitants. Une première campagne de travaux est alors entreprise entre 1971 et 1978 pour restaurer les bâtiments, suivie d'une deuxième entre 1980 et 1991. Depuis 2003, le musée bénéficie du label Musée de France. Le musée a subi une nouvelle campagne de réfection de décembre 2008 à 2012, permettant notamment l'accessibilité pour tous. Sa réouverture, le 19 mai 2012, a coïncidé avec l'édition 2012 de la nuit des musées.

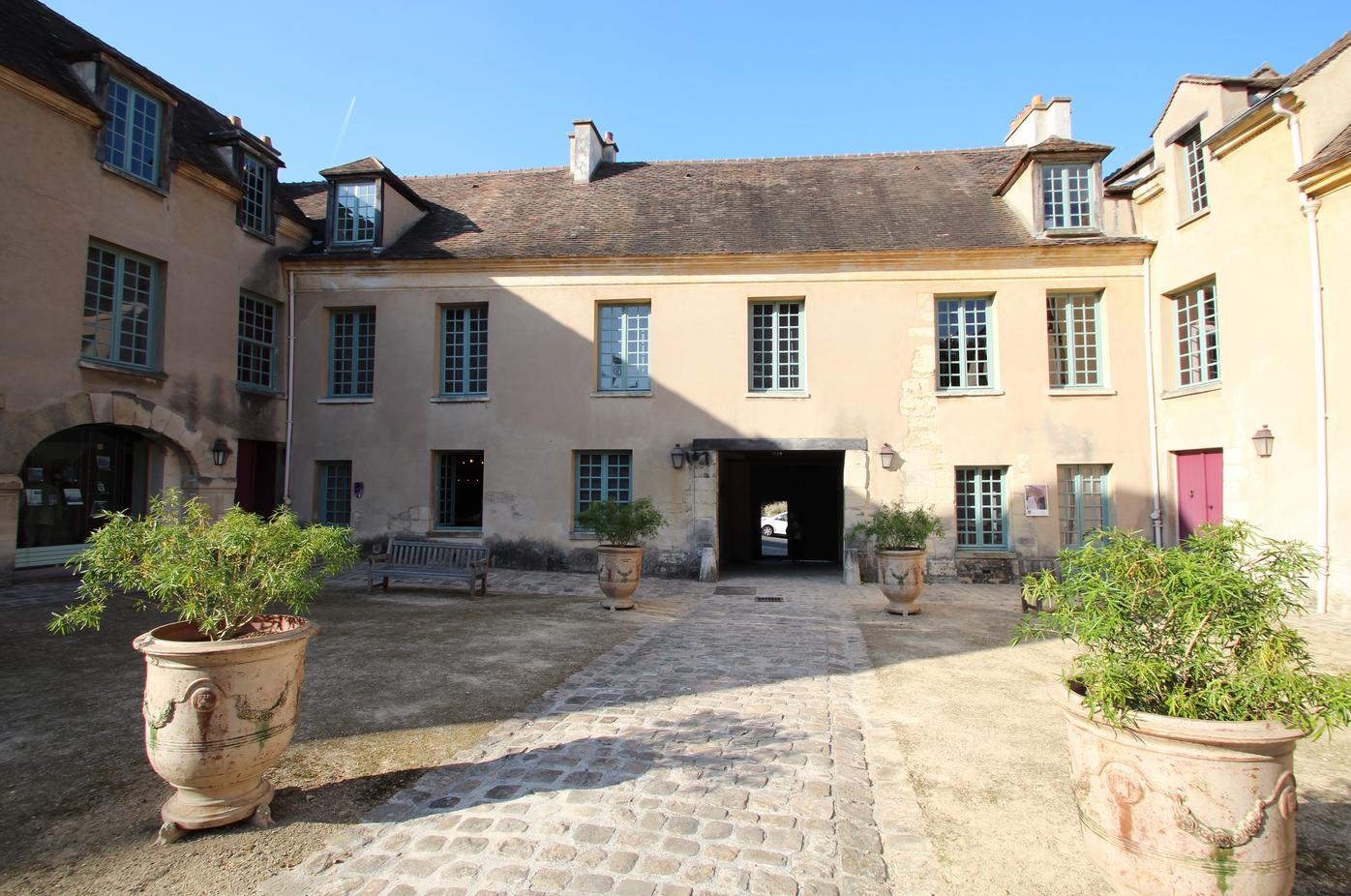
La cour du musée.
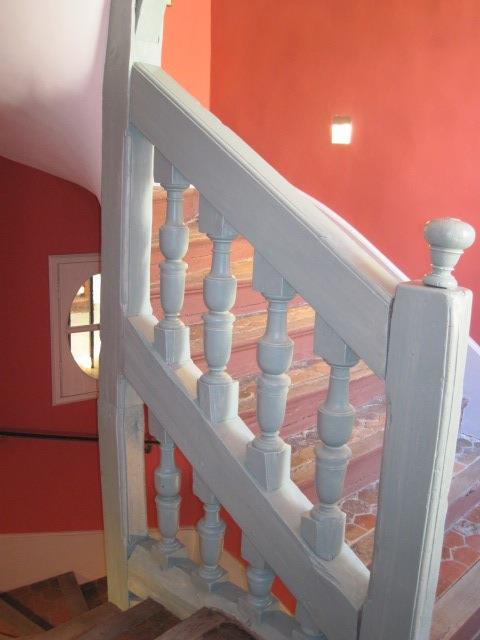
L'escalier.
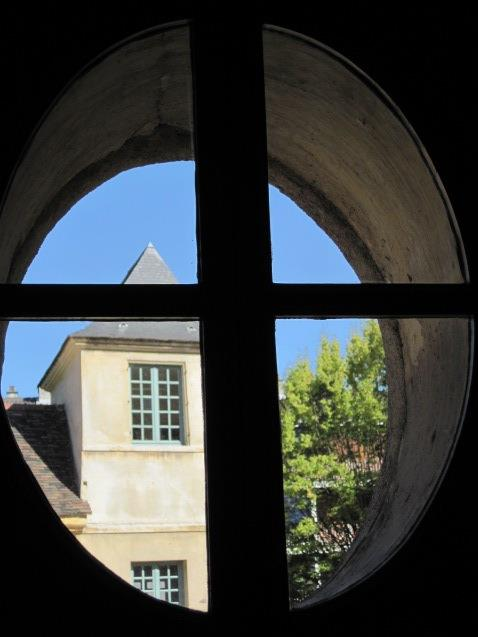
Vue d'une tour.
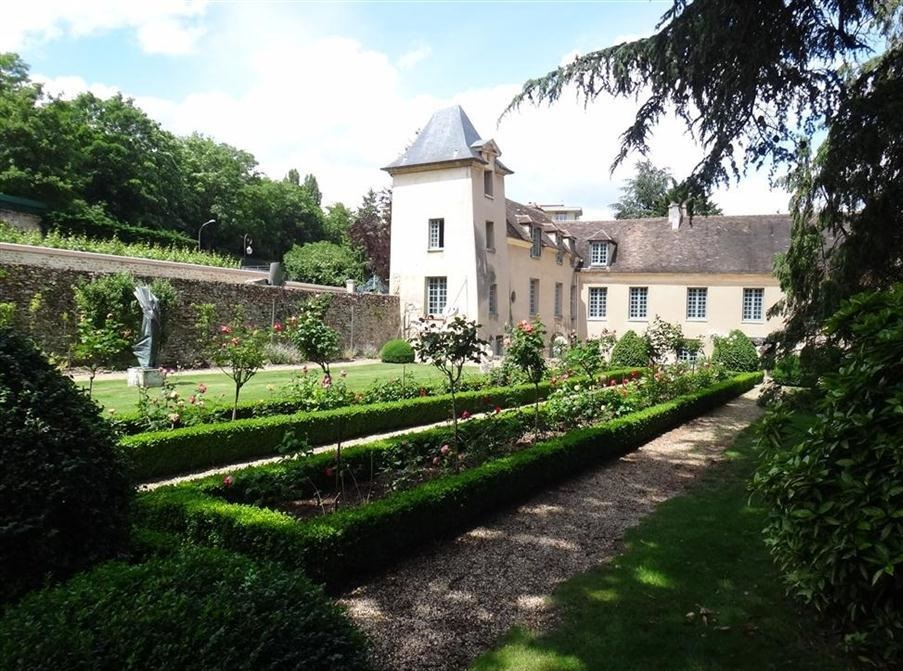
Les jardins du musée.

### Frise chronologique récapitulative

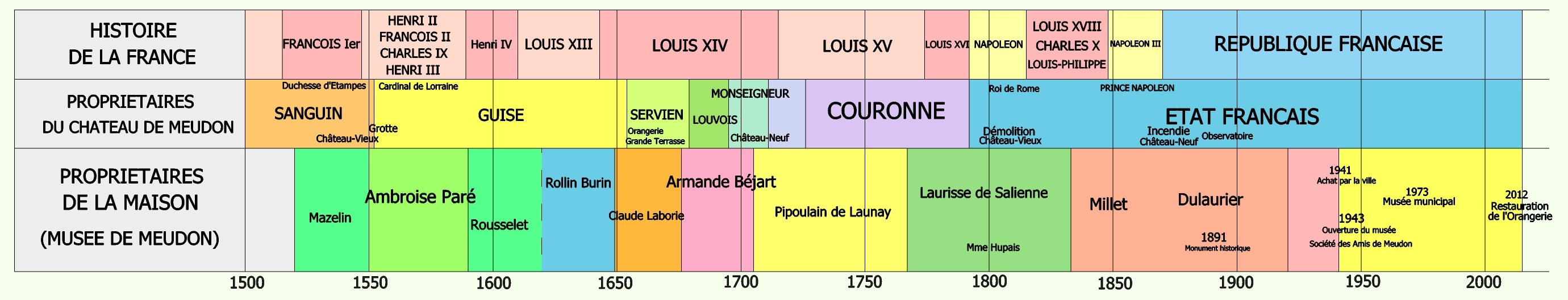
Frise chronologique de l'histoire du musée d'art et d'histoire de Meudon.

## Publications du musée
- Guide du musée de Meudon, Georges Poisson, 1970.
- Edouard Collin, automne 1979.
- Karl Jean Longuet, 1984.
- Histoire du château de Meudon, Francis et Marie-José Villadier, 1985.
- Des ballons pour la République, automne 1989.
- Achiam, sculptures, 1992.
- Sculptures, 1944-1982, automne 1995.
- Subirà-Puig, itinéraire d'un sculpteur, juin 1997.
- Vincent Batbedat, 1997.
- À Meudon en ce temps-là, la maison d'Armande Béjart, 2001.
- Bellevue, le château de la marquise de Pompadour à Meudon, 2008.
- Théodore Rousseau 1812-1867, le renouveau de la peinture de paysage, février 2013[54].
- Manière de montrer Meudon, octobre 2013[55].
- Jean Laronze, rives et rivages, automne 2014.
- Le Paysage historique de P.-H. de Valenciennes à J.-B. Camille Corot - Le Prix de Rome (1817-1863), printemps 2015.
- Anna Mark, été 2015.
- Bernard Dorival, l'œil du collectionneur, automne 2015.
- La « belle boucle » de la Seine 1800-1930, en partenariat avec le musée français de la carte à jouer, printemps 2016.
- Antoine Chintreuil, rêveries d'un paysagiste solitaire, printemps 2017.
- Le château de Meudon au siècle de Louis XIV, Servien, Louvois et Monseigneur le Dauphin, 1654-1711, Ville de Meudon, automne 2018.
- Frank Boggs, en marge de l'impressionnisme, SilvanaEditoriale, 2021

## Filmographie

### Sur le musée d'art et d'histoire de Meudon
- Découverte du jardin du musée en hiver
- Découverte de l'intérieur du musée il y a quelques années

### Sur l'histoire de Meudon
- Le domaine national de Meudon ainsi qu'un survol du site par drone
- Le château de Bellevue
- Ils ont vécu à Meudon
- La maison d'Armande Béjart
- Meudon et la Science
- Cartes postales de Meudon
- Meudon vu par les peintres
- Reportage sur le musée Rodin de Meudon

### Sur la peinture française de paysages
- La peinture française de paysages
- Sur le paysage mystique (exposition au musée d'Orsay)

### Sur l'art duXXesiècle
- Sur le salon de la jeune sculpture
- Salon des peintres témoins de leur temps (1962)
- Sur la restauration des sculptures de François Stahly dans le hall de la maison de la Radio

## Infos pratiques

### Heures d'ouverture du musée
Le musée est ouvert tous les jours, de 14 h à 18 h (sauf le lundi).
Le jardin du musée est en accès libre.
Il est ouvert de 14 h à 18 h tous les jours sauf le lundi.
A la belle saison (avril à octobre), le jardin est ouvert de 12 h à 18 h.
Fermeture annuelle : une semaine à Noël et tout le mois d'août.

### Accès
Le musée est situé à 500 mètres de la gare de Meudon-Val-Fleury de la ligne C du RER.